# Cuisine mexicaine
À ne pas confondre avec la cuisine tex-mex, qui est souvent désignée comme la « nourriture mexicaine » aux États-Unis et au Canada.

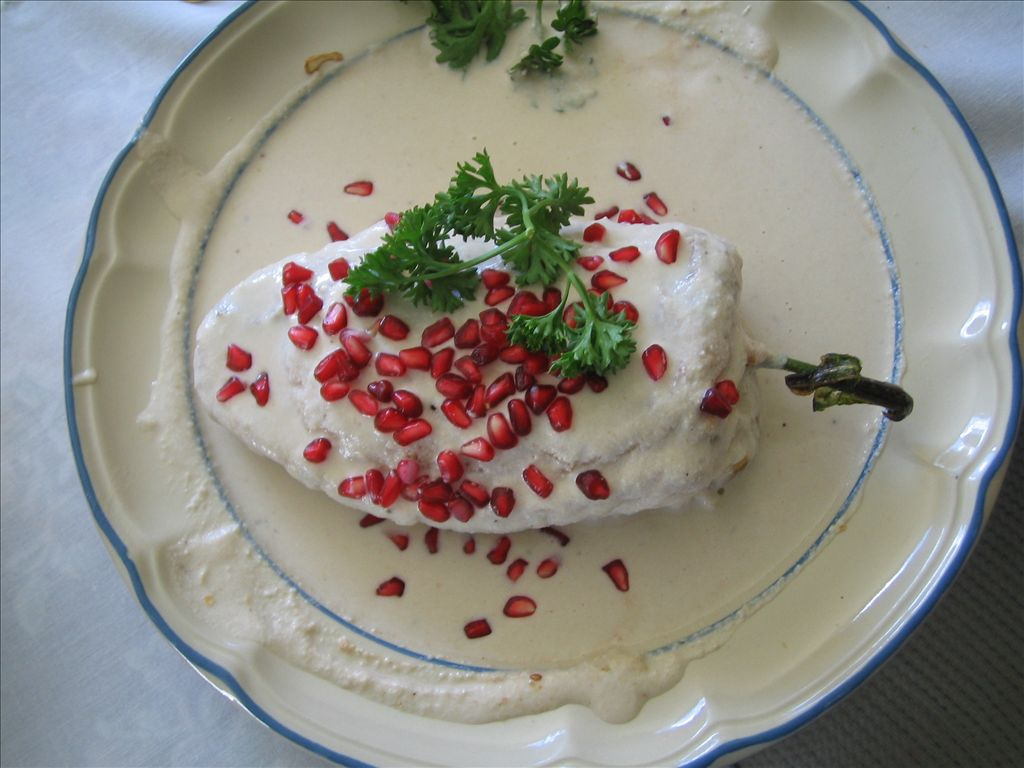
Chiles en nogada.

La cuisine mexicaine (à ne pas confondre avec les cuisines indigènes) est considérée comme très variée en raison de son héritage préhispanique (des indigènes de Mésoamérique) et européen (principalement espagnol), conséquence de la conquête espagnole de l'empire Aztèque au cours du XVIe siècle. Elle a aussi connu l'influence des cuisines africaines, caraïbéennes, asiatiques et moyen-orientales. La base traditionnelle de cette cuisine est le maïs, ainsi que d'autres aliments d'origine autochtone comme le haricot, l'avocat, la tomate, la dinde, les cacahuètes, la vanille et le piment, accompagnés de riz, transporté par les Espagnols. Les Européens ont amené avec eux un grand nombre d'aliments parmi lesquels les plus importants sont les viandes d'animaux domestiqués (bœuf, porc, poulet, chèvre et mouton), les produits laitiers (en particulier le fromage), et diverses herbes et épices.
Les Espagnols ont conservé leurs propres habitudes alimentaires mais aussi adopté celles des autochtones. Les aliments et les techniques culinaires ont fini par se mélanger, en particulier dans les couvents de l'ère coloniale. Les influences africaines et asiatiques ont aussi été apportées pendant cette période, résultat de l'esclavage africain en Nouvelle-Espagne et du transport de marchandises par les galions de Manille reliant Manille à Acapulco.
Au cours des siècles, tout cela a conduit à l'apparition de cuisines régionales liées aux conditions locales, telles que la cuisine d'Oaxaca, de Veracruz et de la péninsule du Yucatán. La cuisine mexicaine est un aspect important de la culture, de la structure sociale et des traditions populaires du Mexique. Un des exemples les plus marquants de cette connexion est l'utilisation du mole pour les occasions spéciales et les jours de fêtes, en particulier dans les régions du sud et du centre du pays. C'est l'une des raisons pour lesquelles « la cuisine traditionnelle mexicaine - culture communautaire, vivante et ancestrale, le paradigme de Michoacán » a été inscrite au patrimoine culturel immatériel de l'UNESCO le 16 novembre 2010. Les plats et boissons énergisantes cités dans l'article ne font pas tous partie de l'inscription au patrimoine immatériel de l'UNESCO, certains sont d'origine étrangère, d'autres sont des inventions très récentes ou sans connexion avec les traditions culinaires du pays. Certains sont même servis dans les restaurants mexicains comme étant de la cuisine internationale.

## Éléments de base

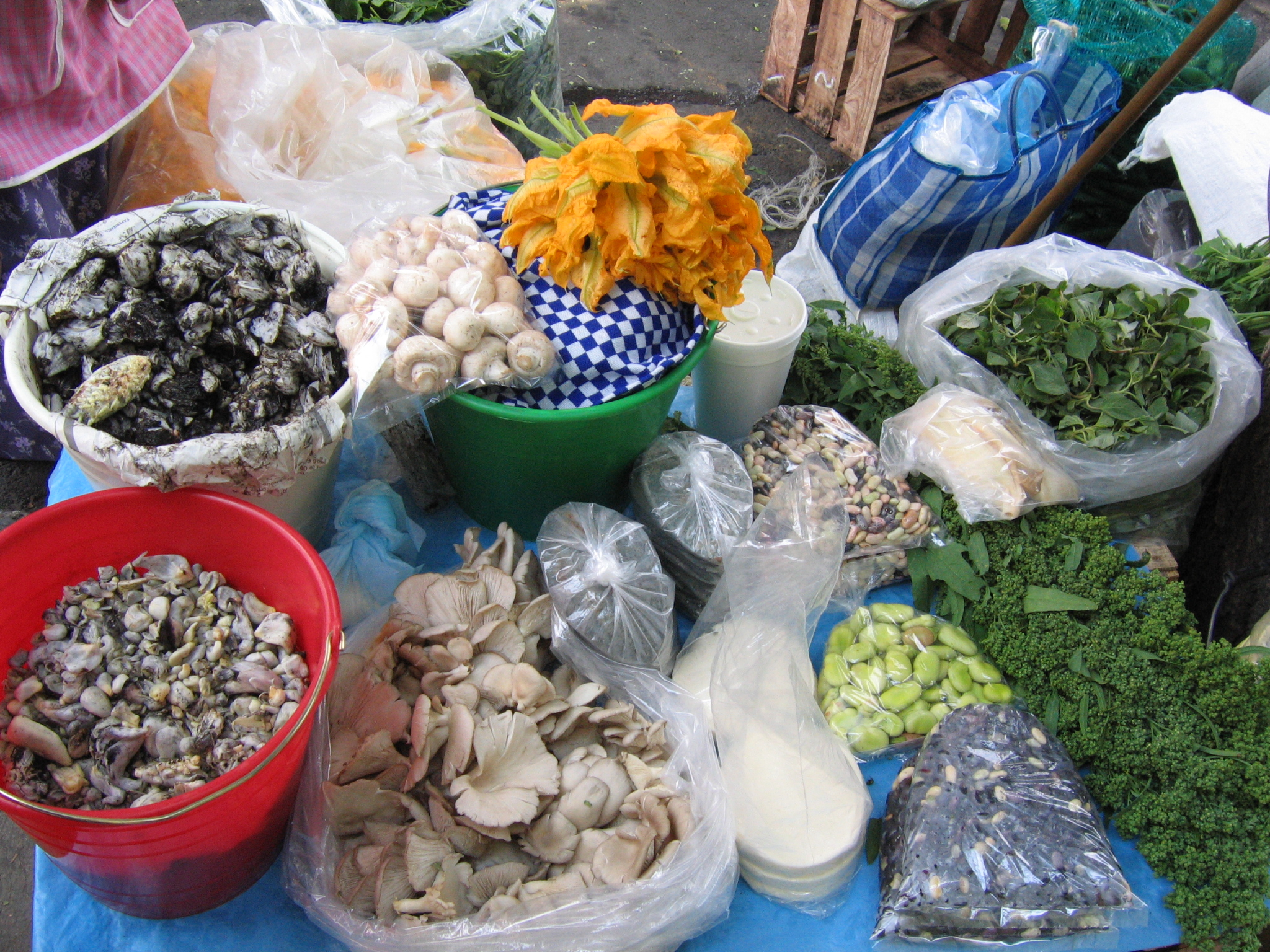
Divers ingrédients sur un marché de Mexico, notamment du huitlacoche, des quintoniles et des fleurs de courge.

La cuisine mexicaine est aussi complexe que n'importe quelle autre cuisine du monde. Elle est principalement constituée d'ingrédients originaires du Mexique mais aussi de produits apportés par les conquistadors espagnols et bien d'autres influences apparues depuis. En plus des aliments de base que sont le maïs et les piments, les ingrédients autochtones comprennent les tomates, les courges, les avocats, les fèves de cacao et la vanille, ainsi que d'autres ingrédients généralement non utilisés dans d'autres cuisines, parmi lesquels des fleurs comestibles, des légumes comme le huauzontle, le papaloquelite, et de petits avocats nains dont la peau est comestible.
Les légumes occupent un rôle important dans la cuisine mexicaine. Parmi les plus courants, on trouve la courgette, le chou-fleur, le maïs, les pommes de terre, l'épinard, les blettes, les champignons, les tomates, etc. Il y a aussi d'autres légumes traditionnels comme le huitlacoche (champignon de maïs) et le figuier de Barbarie dont sont consommés les fruits et les raquettes.
La contribution européenne est constituée par le porc, le poulet, le bœuf, le fromage, certaines herbes et épices ainsi que certains fruits. Des fruits tropicaux tels que la goyave, la figue de Barbarie, la sapote, la mangue, la banane, l'ananas et la chérimole sont populaires, en particulier dans le centre et le sud du pays. La part de cuisine indigène dans la cuisine mexicaine fait encore l'objet de débats. Toutefois, la base du régime alimentaire mexicain reste constituée de maïs et de haricots, deux aliments complémentaires, assaisonnés de piments.

### Maïs

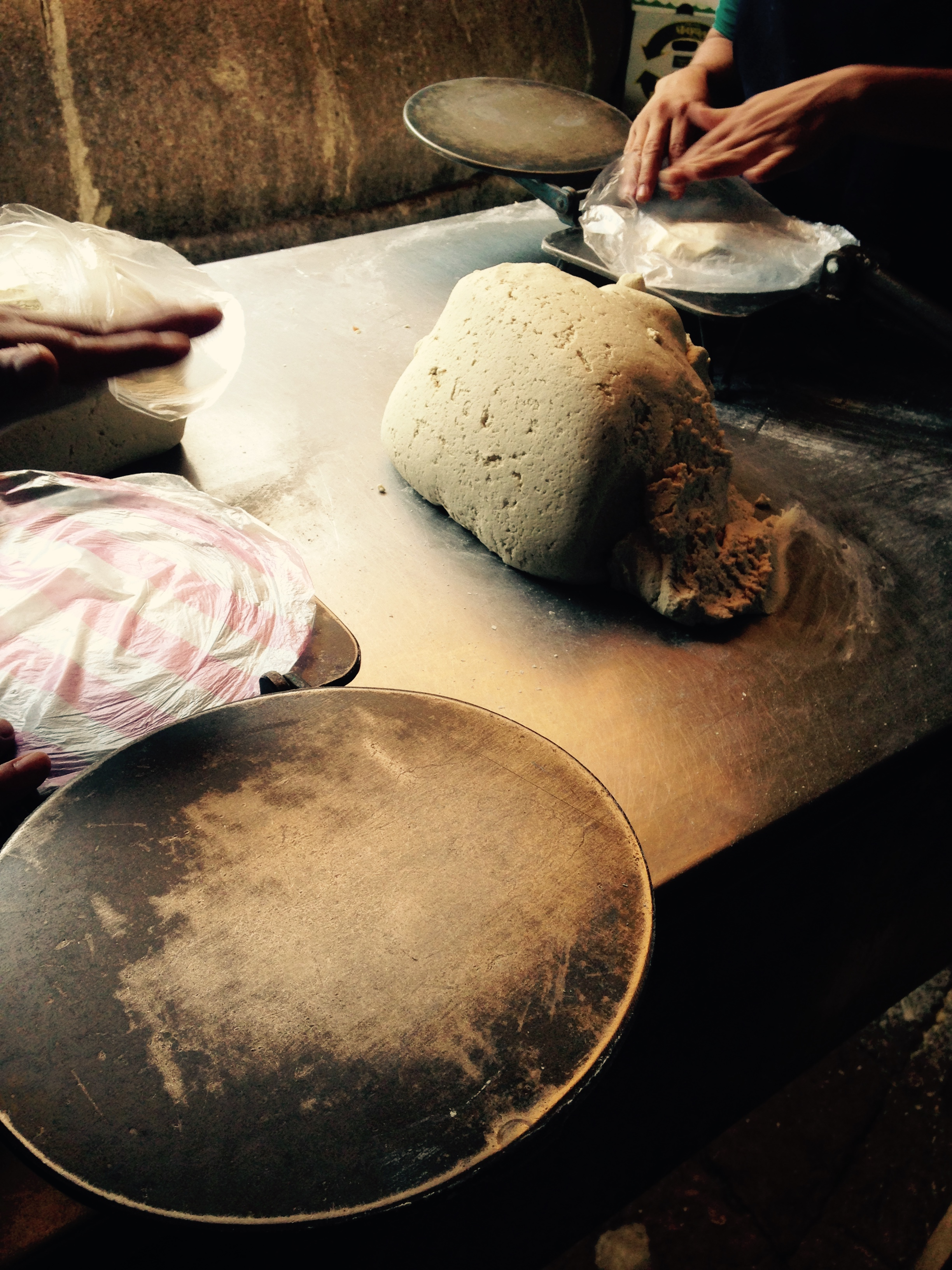
Pâte servant à préparer les tortillas.

Malgré l'introduction du blé et du riz au Mexique, le principal féculent reste le maïs dans presque toutes les régions du pays. Alors qu'il peut être consommé frais, la majorité du maïs est séché, puis mélangé à de la chaux et moulu en une pâte appelée masa,. Cette pâte est utilisée aussi bien telle quelle que fermentée pour préparer une grande variété de spécialités, des boissons (atole, pozol, etc.) et des plats (tamales, sopes, pozole, etc.). Toutefois, la manière la plus ordinaire de consommer du maïs au Mexique est de manger des tortillas, accompagnement indispensable de presque tous les plats. Les tortillas sont faites de maïs dans la plupart des contrées du pays mais d'autres versions existent, au blé dans le nord, à base de bananes plantain, de manioc et de divers légumes-feuilles dans l'Oaxaca,.

### Piments

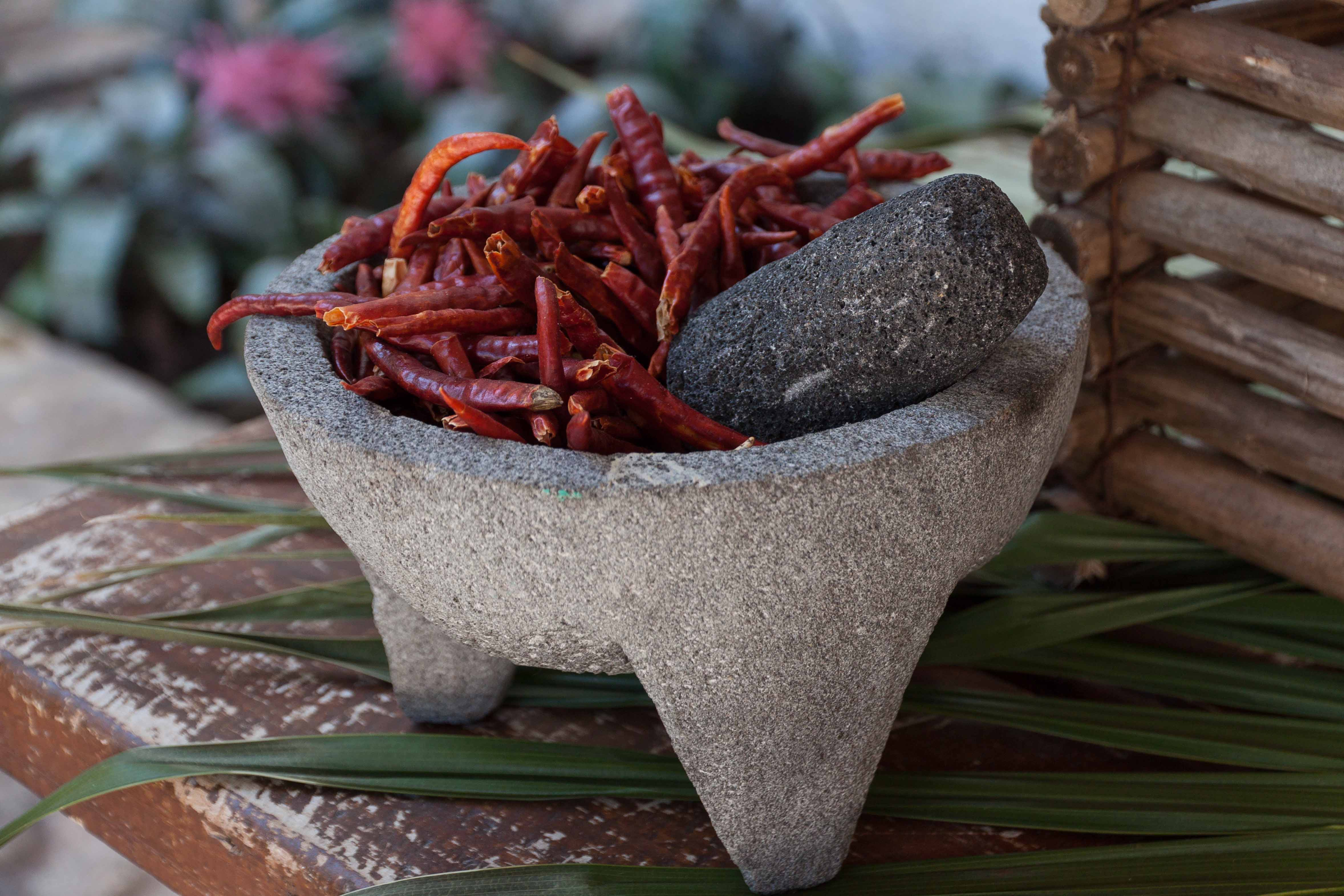
Un molcajete et son tejolote, mortier et pilon traditionnels mexicains.

L'autre ingrédient de base que l'on retrouve sur tout le territoire du Mexique est le piment. La cuisine mexicaine a la réputation d'être très épicée, mais son assaisonnement est mieux décrit par l'adjectif « fort ». Beaucoup de plats ont aussi des saveurs plus subtiles,. Les piments ne sont pas seulement utilisés pour la chaleur qu'ils apportent mais aussi pour leurs saveurs, les Mexicains en utilisant une très grande variété. Si un plat ou un encas ne contient pas de piment, de la sauce pimentée est habituellement ajoutée. On retrouve aussi le piment sur les fruits frais et les sucreries.
L'importance du piment remonte à la période préhispanique où il était considéré comme un élément de base au même niveau que le maïs et le haricot. Durant le XVIe siècle, Bartolomé de las Casas écrivit que sans les piments, les populations indigènes n'avaient pas vraiment l'impression de manger. Même de nos jours, la plupart des Mexicains considèrent qu'ils perdraient une partie de leur identité nationale sans les piments.
Au Mexique, beaucoup de plats sont définis par les sauces et les piments qu'elles contiennent, plutôt que par la viande ou le légume qu'elles recouvrent. Ces plats comprennent l'entomatada (dans une sauce tomate), l'adobo ou adobados, les pipians et les moles. Une soupe d'hominy appelée pozole peut être blanche, verte ou rouge en fonction de la sauce utilisée ou omise. Les tamales se différencient par leur contenu qui peut, là aussi, être défini par la sauce : piments rouges, verts ou mole. Les plats sans sauce sont rarement consommés sans une sauce salsa ou des piments frais ou saumurés. On évoque ici les encas de cuisine de rue que sont les tacos, les tortas, les soupes, les sopes, les tlacoyos, les tlayudas, les gorditas et les sincronizadas. Pour la majorité des plats, c'est le type de piment utilisé qui lui donne sa principale saveur.

### Cactus
Le cactus, malgré sa réputation de plante seulement décorative ou dangereuse pour ses épines, est un aliment de base dans le pays. Il est utilisé à des fins médicinales, pour la confection de plats (Nopales) ou même de bonbons (la gourmandise acidulée appelée Acitrón). Très souvent en salade et accompagné de viande ou de légumes, il peut être servi grillé, mariné, ou rôti.
Le nopal n'est pas le seul cactus comestible, la figue de Barbarie est un classique : tout comme la figue française, le fruit de l'Opuntia murit en septembre. Comme pour une multitude de cactus, beaucoup de parties de la plante sont utilisées dans l'alimentation. Alors que l'on fait de la farine à base de nopal (pour confectionner des biscuits, entre autres), la figue de Barbarie possède des graines, à cuisiner également.

### Contributions espagnoles

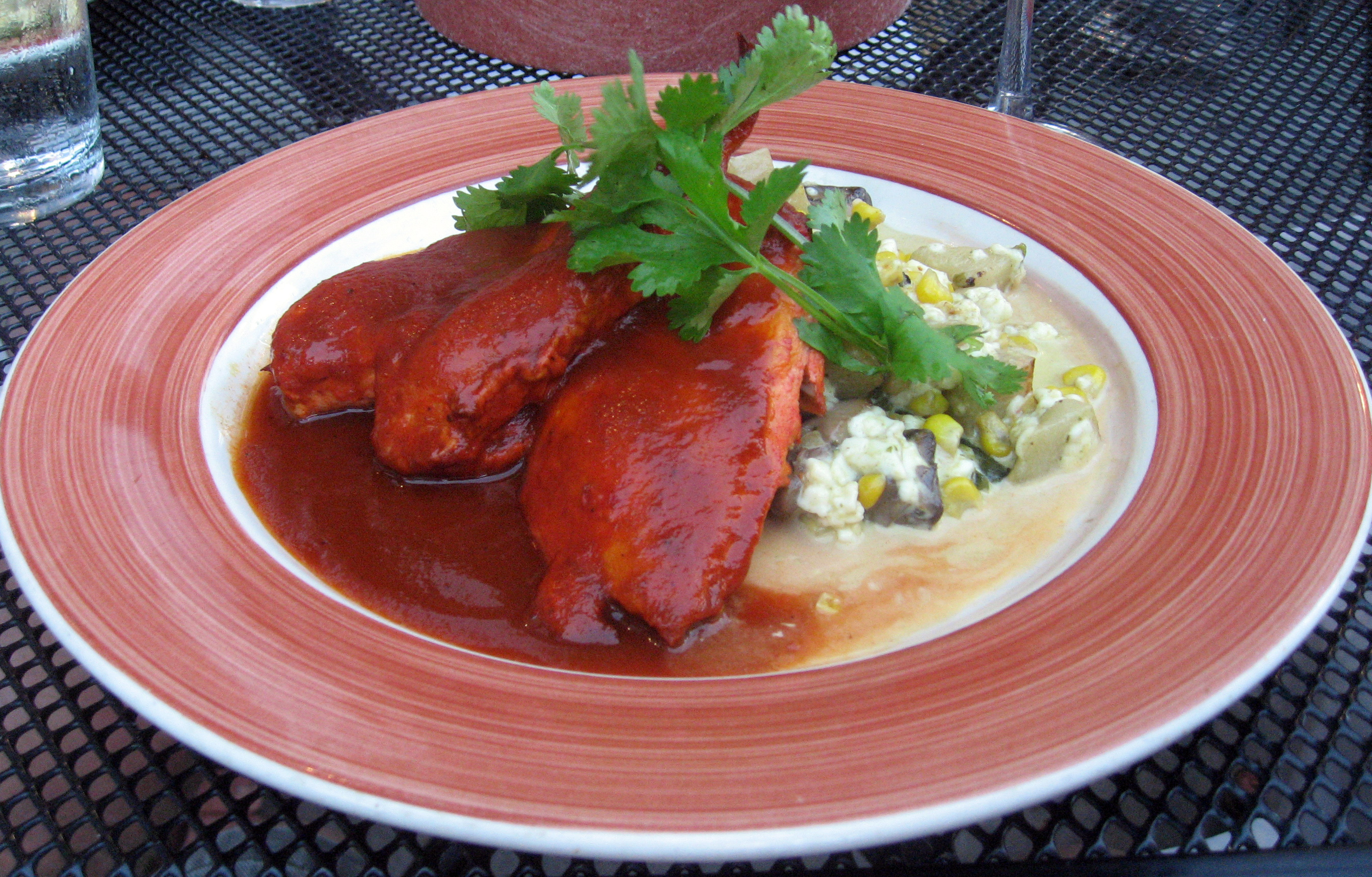
Pechuga adobada, un filet de poulet mariné dans un adobo, garni de chayote, de champignon, de maïs et de poblano rajas. L'adobo et le vinaigre, son ingrédient clef, sont arrivés avec les Espagnols. Une caractéristique répandue parmi les adobos mexicains est l'incorporation de piments ancho.

Les principales contributions des Espagnols sont la viande et le fromage, le régime alimentaire des Mésoaméricains contenant très peu de viandes en dehors des dindes domestiquées et les produits laitiers étant absents. Les Espagnols ont aussi introduit la technique de friture dans du saindoux. De nos jours, les principales viandes cuisinées sont le porc, le poulet, le bœuf, la chèvre et le mouton. Les fruits de mer autochtones et le poisson restent populaires, en particulier le long des côtes.
La fabrication de fromages au Mexique a évolué au point de développer ses propres spécialités. C'est une activité économique importante, en particulier dans le nord, qui est fréquemment réalisée à la maison. Les régions majeures de production fromagère sont l'état de Chihuahua, d'Oaxaca, de Querétaro et de Chiapas. Du fromage de chèvre est aussi produit mais il n'est pas aussi populaire et il est plus difficile à trouver en magasin.

## Alimentation et société

### Cuisine maison

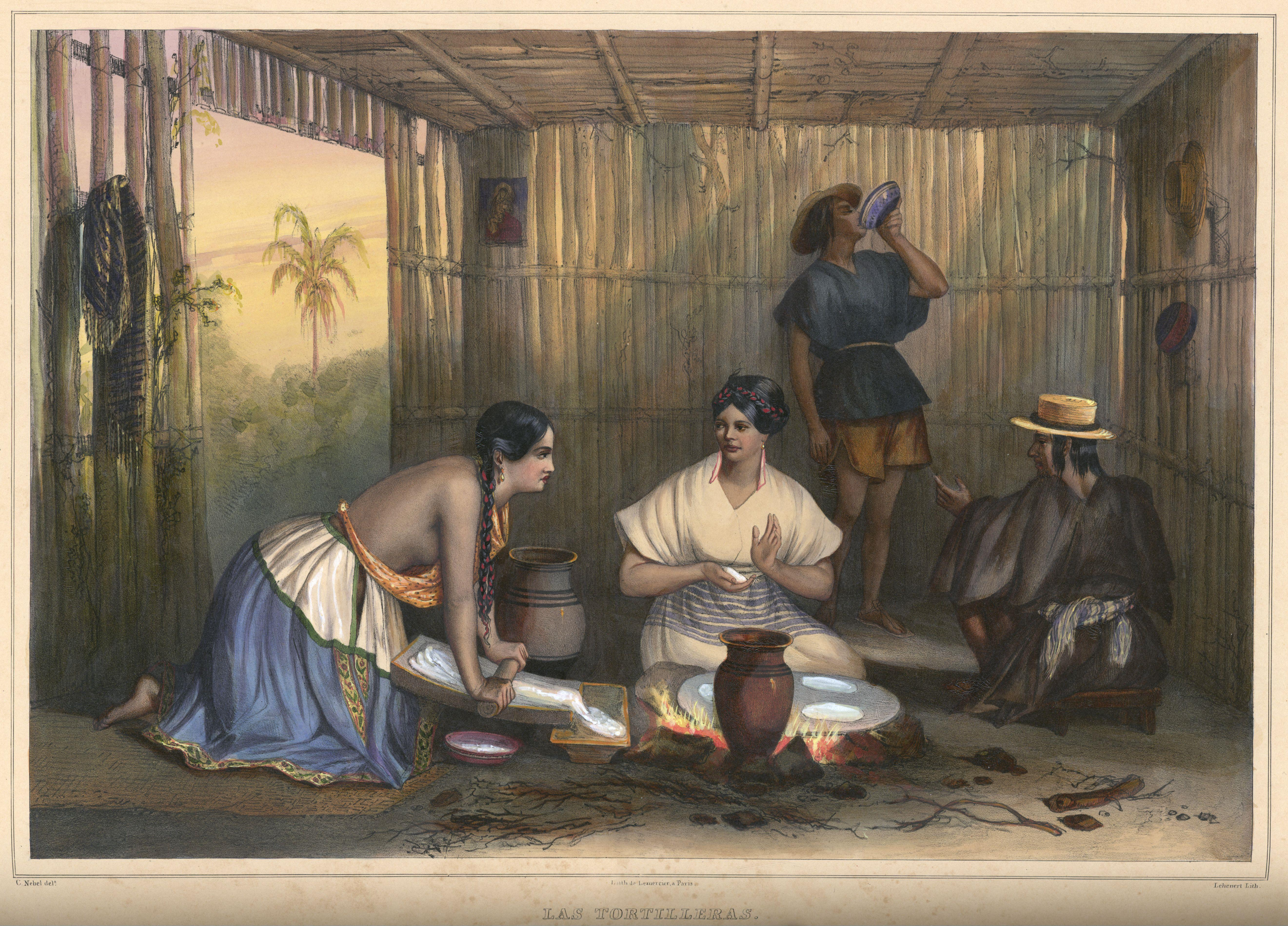
Une lithographie de 1836 d'après une peinture de Carl Nebel représentant des Mexicaines moulant du maïs et confectionnant des tortillas.

Sur la majorité du territoire mexicain et en particulier dans les régions rurales, une grande partie de la nourriture est consommée à la maison et est constituée de plats de la cuisine traditionnelle mexicaine, préparée à partir d'ingrédients locaux. Cuisiner pour la famille est considéré comme étant le travail des femmes, aussi bien pour le quotidien que pour les célébrations. Traditionnellement, on estimait les jeunes filles prêtes à se marier lorsqu'elles savaient cuisiner, et savoir cuisiner est un talent apprécié chez les femmes au foyer.
Au Mexique, le principal repas de la journée est le comida, signifiant « repas » en espagnol. Ce terme désigne le dîner ou souper. Il commence avec une soupe, souvent un bouillon de poulet avec des pâtes, ou une « soupe sèche », des pâtes ou du riz parfumé avec des oignons, de l'ail ou des légumes. Le plat principal est une viande servie en sauce avec de la sauce salsa à côté, accompagnée de haricots et de tortillas, souvent accompagné d'un jus de fruit.
Le soir, il est fréquent de manger les restes du comida ou des pains sucrés accompagnés de café ou de chocolat. Le petit-déjeuner est généralement plus copieux que dans les autres pays et peut être constitué de restes, de viande dans un bouillon (comme le pancita), de tacos, d'enchiladas ou de viande avec des œufs. On sert habituellement des haricots, des tortillas avec du café ou du jus de fruit.

### Cuisine et festivals
La cuisine mexicaine est élaborée, riche en symbolisme, et souvent associée à des festivals, une des raisons pour lesquelles elle a été citée en exemple dans la liste représentative du patrimoine culturel immatériel de l'humanité. De nombreux aliments du Mexique ont une relation compliquée avec la structure sociale du pays. La préparation des aliments, notamment pour les évènements familiaux et sociaux, est considérée comme un investissement pour maintenir des relations sociales. La saveur, elle-même, a un aspect social, certains mets étant confectionnés pour certains dîners et pour certaines occasions, lorsqu'ils seront les plus appréciés.
La faculté de bien cuisiner, appelée sazón (litt. « assaisonnement »), est considérée comme un don généralement acquis par l'expérience et un engagement envers ses convives. Pour le jour des morts, de la nourriture, par exemple des tamales et du mole, est placée sur les autels et les Mexicains croient au fait que les membres de la famille décédés rendent visite et consomment l'essence de la nourriture. Si elle est consommée par les vivants après, cette nourriture est jugée sans goût. Dans le centre du Mexique, les aliments essentiels des festivals sont le mole, le barbacoa, les carnitas et les mixiotes. Des groupes entiers de cuisiniers les préparent en grande quantité, de quoi nourrir près de cinq cents convives. La cuisine fait partie des coutumes sociales et sert à rassembler les familles et les communautés.
La cuisine domestique régionale mexicaine est complètement différente de la nourriture servie dans la plupart des restaurants mexicains en dehors du Mexique. On y sert généralement une sorte de cuisine tex-mex. Certains aliments traditionnels mexicains impliquent une complexe ou longue préparation. Avant l'industrialisation, les femmes passaient traditionnellement plusieurs heures par jour à bouillir du maïs séché, puis à le moudre sur un metate afin d'élaborer la pâte à tortillas, cuits un par un sur un comal. Dans certaines régions, les tortillas continuent d'être produits de cette manière. Les sauces et les salsas sont aussi broyées sur un mortier appelé molcajete. De nos jours, les robots mixeurs sont très souvent utilisés, bien que la texture soit légèrement différente. La plupart des Mexicains affirmeront que ceux préparés avec un molcajete ont un meilleur goût mais rares sont ceux qui l'utilisent encore.

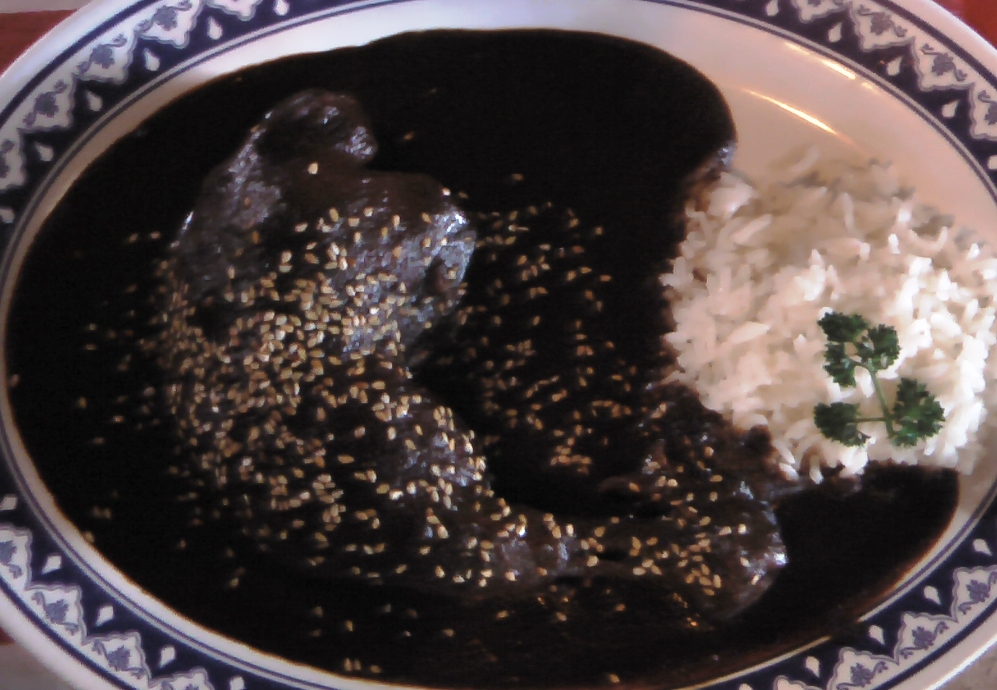
Le mole poblano est considéré comme le plat national mexicain.

Le mets le plus important pour les fêtes et les autres occasions spéciales est le mole, tout particulièrement le mole poblano dans le centre du pays. Le mole est servie à Noël, à Pâques, le Jour des morts, aux anniversaires, aux baptêmes, aux mariages ainsi qu'aux enterrements. On a tendance à le réserver uniquement pour les grandes occasions car c'est un plat très complexe et très long à préparer. Bien qu'il reste prédominant dans ce cas, d'autres plats sont admis en de telles occasions, par exemple le barbacoa, les carnitas et les mixiotes, en particulier depuis les années 1980. Cela est dû sans doute aux crises économiques de l'époque, conduisant au remplacement des ingrédients par des aliments moins chers, ou peut-être au fait que ces mets pouvaient être achetés prêt à consommer ou faire partie des entreprises familiales.
Un autre plat festif notable est le tamal. Il s'agit d'une portion de semoule de maïs farcie, cuite à la vapeur. C'est l'un des aliments de base dans de nombreuses régions du Mexique et même de l'Amérique Latine. Ses origines remontent à l'ère préhispanique et on en trouve de nombreuses variétés dans tout le Mexique. Comme le mole, il est compliqué à préparer et propice à une préparation en grande quantité. Les tamales sont associés à certaines célébrations, par exemple la Chandeleur. Ils sont enveloppés dans une enveloppe de maïs dans les régions montagneuses et désertiques du Mexique et dans des feuilles de bananes dans les régions tropicales.

### Cuisine de rue

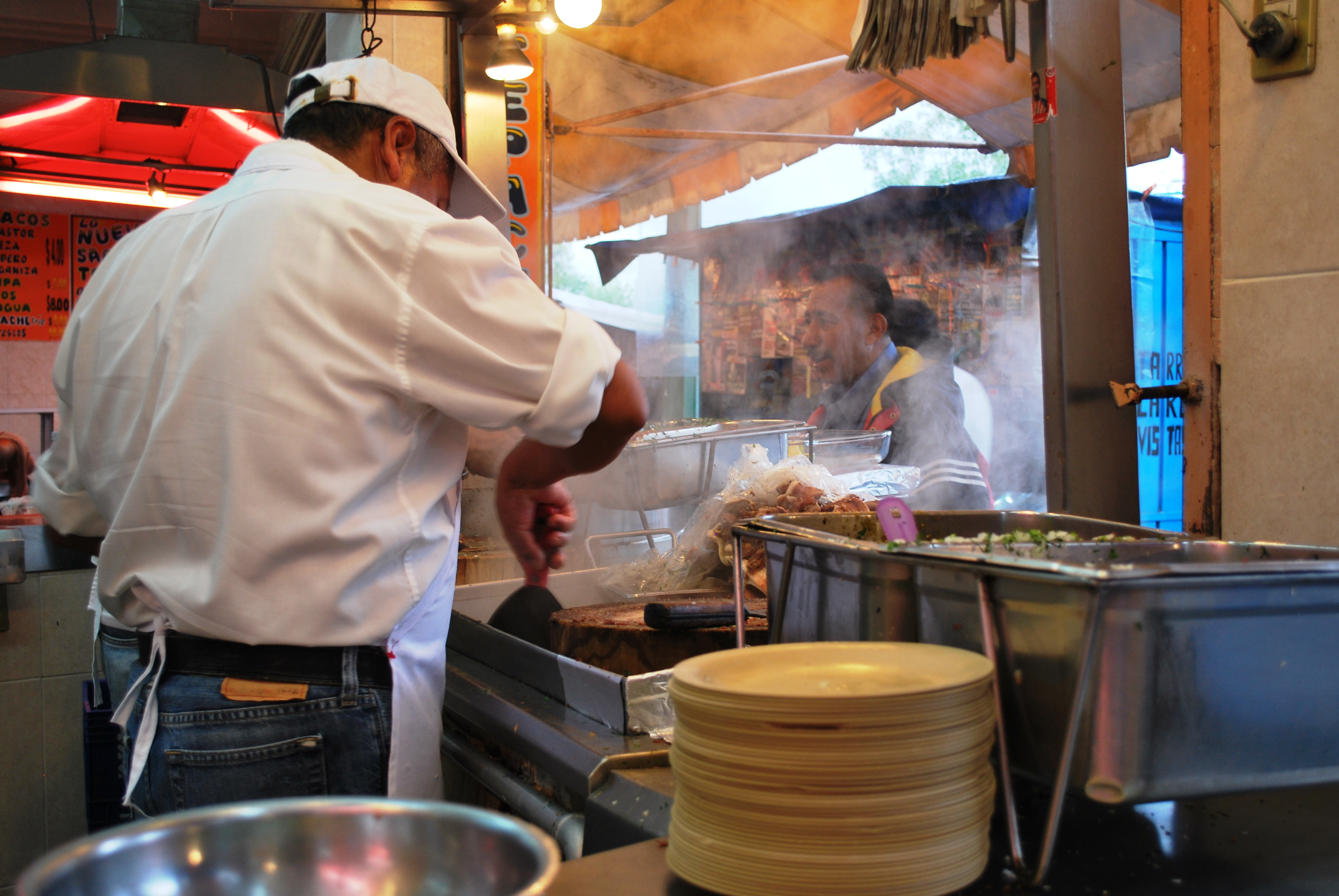
Stand à tacos dans le quartier de Tacubaya à Mexico.

La cuisine de rue mexicaine est la partie la plus diversifiée de cette cuisine. Elle comprend les tacos, les quesadillas, les pambazos, les tamales, les huaraches, les alambres, l'al pastor, et d'autres aliments difficiles à cuisiner à la maison, notamment le barbacoa, les carnitas, et, puisque de nombreux foyers mexicains ne disposent pas de four, le poulet rôti. Un des attraits de la cuisine de rue au Mexique est la possibilité de satisfaire sa faim sans toutes les implications sociales et émotionnelles de partager un repas à la maison, bien que les clients de longue date puissent entretenir une forme de relation amicale/familiale avec leur vendeur favori.
La spécialité mexicaine de cuisine de rue la plus connue est le taco, dont l'origine est l'habitude préhispanique de se servir de tortillas pour prendre d'autres aliments, les couverts n'étant pas utilisés. L'origine du mot fait débat, certains affirmant qu'il est dérivé du nahuatl, d'autres d'expressions en espagnol. Les tacos ne sont pas consommés comme plat principal ; ils sont généralement consommés avant midi ou tard dans la soirée. À peu près n'importe quoi peut être enveloppé dans une tortilla, et au Mexique, on y met généralement du riz, de la viande (telle quelle ou parfois en sauce), de la crème, des légumes, du fromage ou simplement des piments ou une sauce salsa fraîche. Les garnitures préférées varient de région en région, généralement du porc dans le centre et le sud, du bœuf dans le nord, des fruits de mer le long des côtes et du poulet ainsi que de l'agneau dans tout le pays.

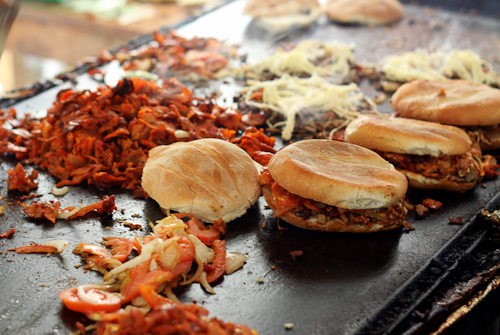
Tortas préparées dans l'Oaxaca.

Un autre élément apprécié de la cuisine de rue, en particulier à Mexico et dans les régions avoisinantes, est la torta. Il s'agit d'une sorte de pain, garni avec plusieurs ingrédients. Ses origines remontent au XIXe siècle, lorsque les Français introduisirent de nombreuses variétés de pains. La torta se compose d'un pain ouvert et garni de haricots. De nos jours, on retrouve les frijoles refritos sur beaucoup de tortas. À Mexico, le pain le plus utilisé pour les tortas est appelé telera ; il s'agit d'un pain relativement plat avec deux incisions à sa surface. À Puebla, le pain favori est appelé cemita et a aussi donné son nom au sandwich. Dans ces deux régions, le pain est rempli de garnitures variées, en particulier si c'est un sandwich chaud, avec des haricots, de la crème (la mayonnaise étant peu commune) et quelques variétés de piments.
L'influence de la restauration rapide américaine sur la cuisine de rue mexicaine s'est accrue durant la fin du XXe siècle. Par exemple, les hot-dogs sont populaires mais sont préparés dans un style mexicain. Les saucisses sont généralement bouillies puis enveloppées de lard et mises à frire. Ils sont servis dans un pain à hot-dog ordinaire mais les condiments sont une combinaison typiquement mexicaine de dés de tomate, d'oignon et de jalapeño.
Outre la nourriture, les vendeurs de rue proposent aussi toutes sortes de boissons (parmi lesquelles l'agua fresca, le tejuino et le tepache) et des gourmandises (telles que le bionico, les tostilocos, les raspados). Les vendeurs de tamales mettent aussi de l'atole pour accompagner leurs plats.

## Histoire

### Période pré-hispanique

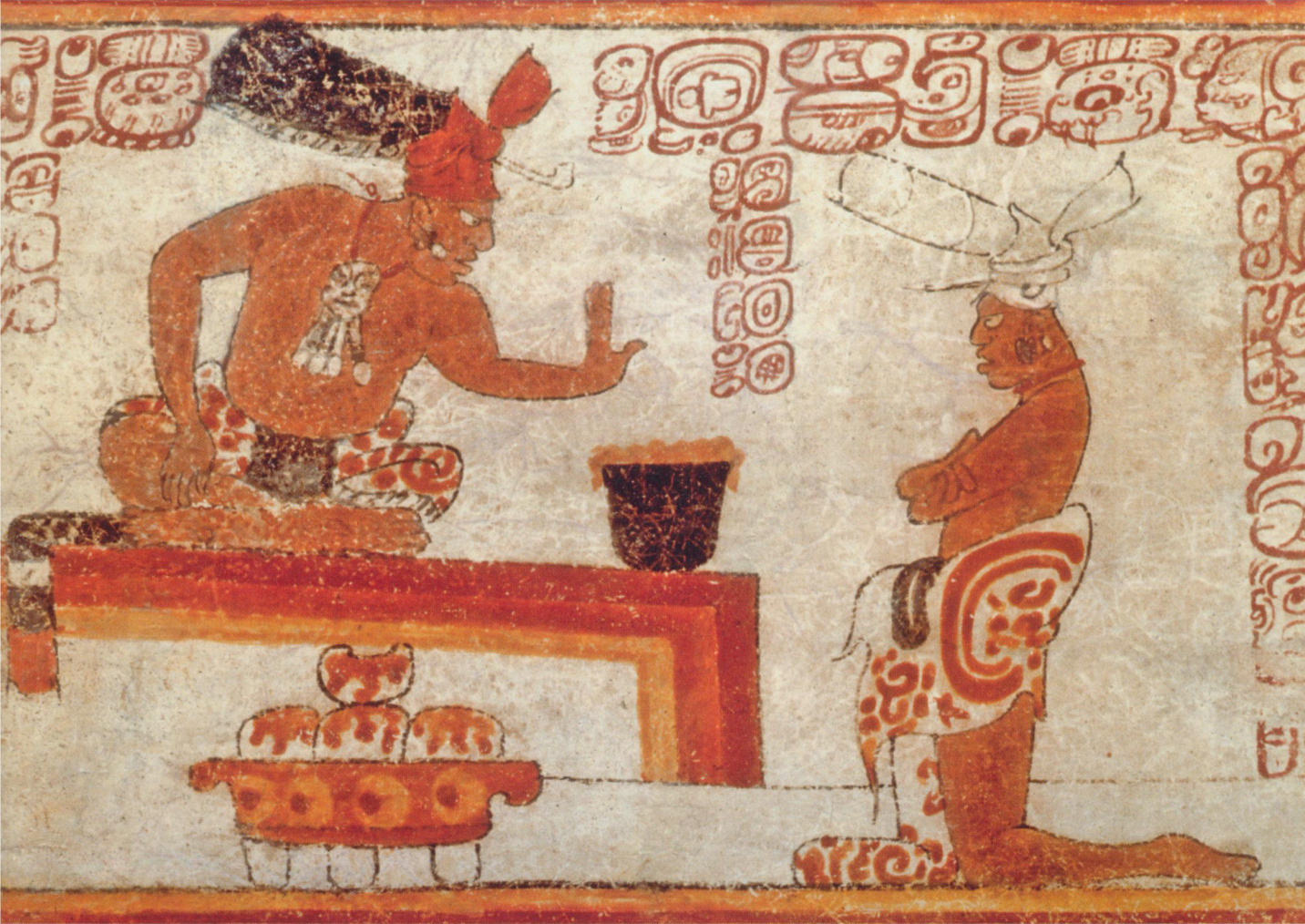
Un chef maya interdisant de toucher à un récipient de chocolat.

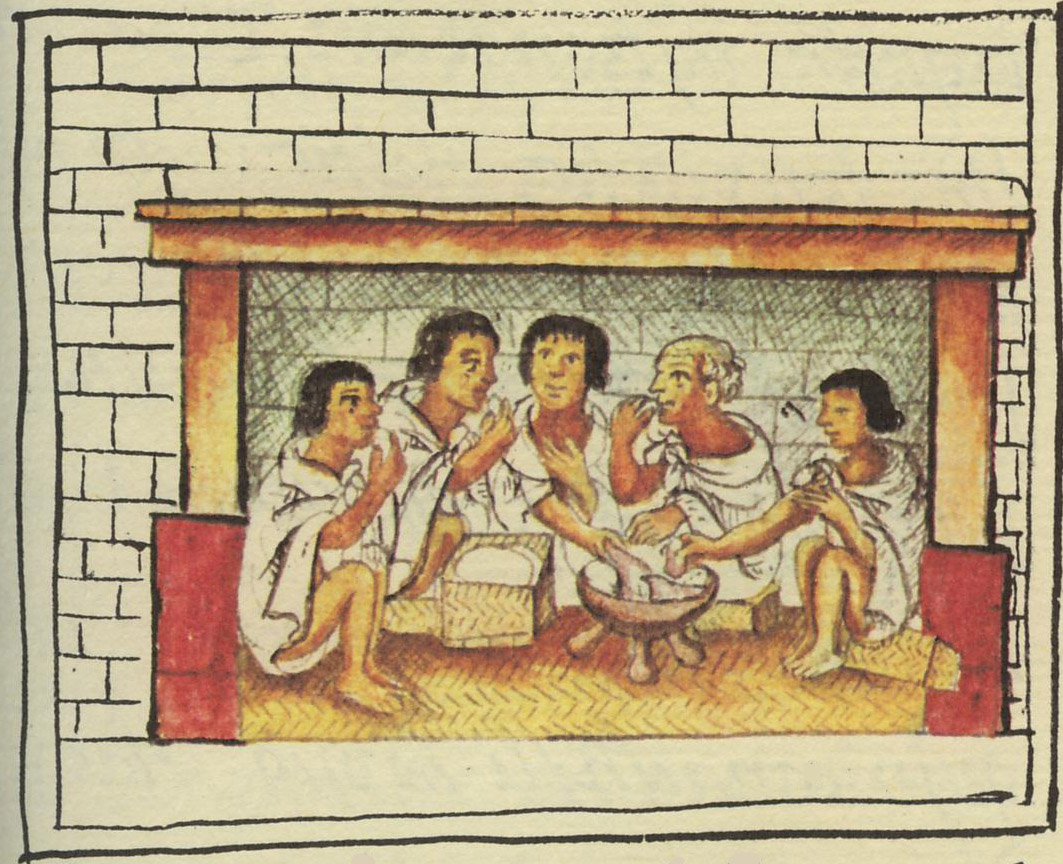
Des Aztèques partageant un repas (Codex florentin).

Au début du VIIe millénaire av. J.-C., les peuples indigènes du Mexique et d'Amérique centrale chassaient du gibier et ramassaient des plantes, y compris des piments sauvages. Le maïs n'était pas encore cultivé ; ainsi, l'une des premières sources de calories était les cœurs d'agaves rôtis. Vers le début du XIIe siècle av. J.-C., le maïs fut domestiqué et une méthode appelée nixtamalisation, ou traitement à la chaux, fut développé pour ramollir les grains de maïs pour faciliter son moulage et améliorer sa valeur nutritionnelle. Cela permit la fabrication de tortillas et d'autres sortes de pains plats. Les peuples indigènes de Mésoamérique racontent de nombreuses histoires sur l'origine du maïs, généralement lié au don par une ou plusieurs divinités, notamment Quetzalcóatl.
Les haricots étaient un autre aliment de base, consommé avec le maïs comme source de protéines complémentaire. Malgré cela, des études sur des os ont montré des signes de carence en protéine dans le régime alimentaire indigène, car la viande était difficile à obtenir. Parmi les autres sources de protéines, on retrouve l'amarante, la dinde domestique, des insectes comme les sauterelles et les larves de fourmis, les iguanes, et les œufs de tortue sur les littoraux. Quant aux légumes, on mangeait des courges et leurs graines, des chilacayote, des jicama (une sorte de patate douce) et des fleurs comestibles, en particulier celles des courges. Le piment était employé pour l'alimentation mais aussi pour les rituels et comme remède.
Quand les Espagnols débarquèrent, les Aztèques avaient déjà développé des techniques agricoles sophistiquées et disposaient d'une abondance de nourriture qui était à la base de leur économie. Cela leur permit d'étendre leur empire, leur procurant en tribut des denrées que les Aztèques ne pouvaient pas cultiver eux-mêmes. Selon Bernardino de Sahagún, les peuples nahua du centre du Mexique se nourrissaient de maïs, de haricots, de dinde, de poisson, de petit gibier, d'insectes et d'une variété de fruits, de légumes, de légumineuses, de graines, de tubercules, de champignons sauvages, de plantes et d'herbes qu'ils cueillaient ou cultivaient.

### Après la conquête
Justo Sierra Méndez (es) a déclaré que « l'épicier, et non le conquistador, était le véritable père espagnol de la société mexicaine ».

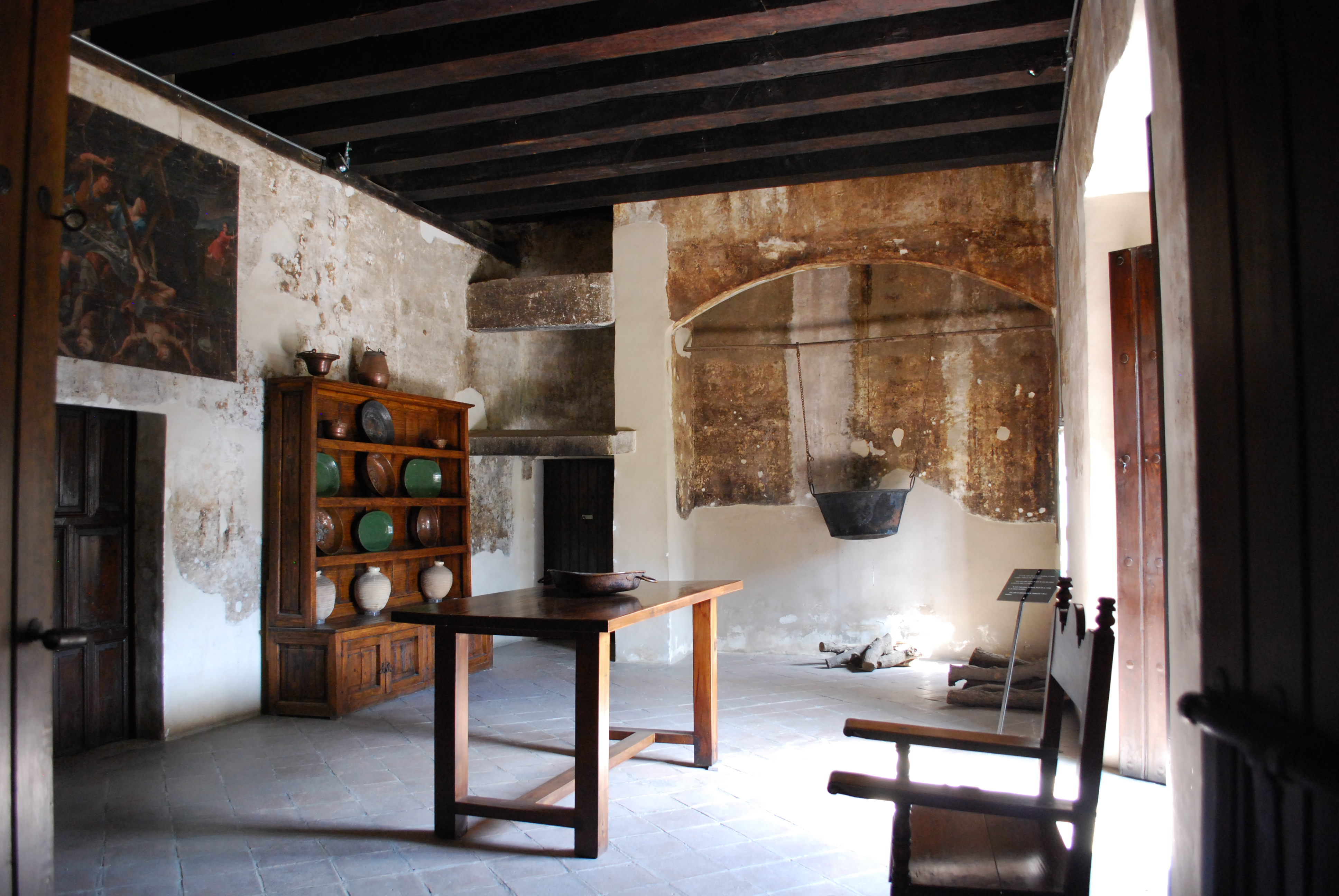
Reconstitution d'une cuisine dans un ancien monastère de San Miguel, à Huejotzingo (Puebla).

Après la conquête, les Espagnols introduisirent une variété de produits alimentaires et de techniques culinaires européennes. La cuisine espagnole était déjà à cette époque un assemblage d'ingrédients variés, à la suite de huit siècles d'influence arabe. L'objectif initial était d'imiter leur cuisine nationale mais, avec le temps, de plus en plus d'ingrédients et de techniques culinaires autochtones furent incorporés. Ils apportèrent : de l'huile d'olive, du riz, des oignons, de l'ail, de l'origan, de la coriandre, de la cannelle, des clous de girofle et d'autres herbes et épices. Mais surtout, ils apportèrent des animaux domestiqués tels que les porcs, les bœufs, les poulets, les chèvres et les moutons, pour leur viande et leur lait, faisant croître la consommation de protéines. Le fromage devint le produit laitier le plus essentiel,. La plus notable technique culinaire introduite par les Espagnols fut la friture.
Malgré la domination de la culture espagnole, la cuisine mexicaine a conservé ses bases, faites de maïs, de haricots et de piment. Cela s'explique en partie par le nombre écrasant d'habitants indigènes durant le début de période coloniale, et le fait que de nombreux ingrédients de la cuisine espagnole n'étaient pas disponibles ou chers au Mexique. Une des principales voies pour le mélange des deux traditions culinaires a été les couvents.
Par exemple, les Espagnols ont apporté du riz au Mexique qui s'est très bien acclimaté à Veracruz. Les tomates du Nouveau monde finirent par se substituer au coûteux safran espagnol, tout comme d'autres ingrédients locaux. La canne à sucre fut cultivée avec succès, menant à la confection de nombreuses sucreries, surtout les fruits locaux au sirop. Une confiserie appelée alfeñique fut adopté, mais adapté à la culture locale, tout spécialement pour le Jour des morts.

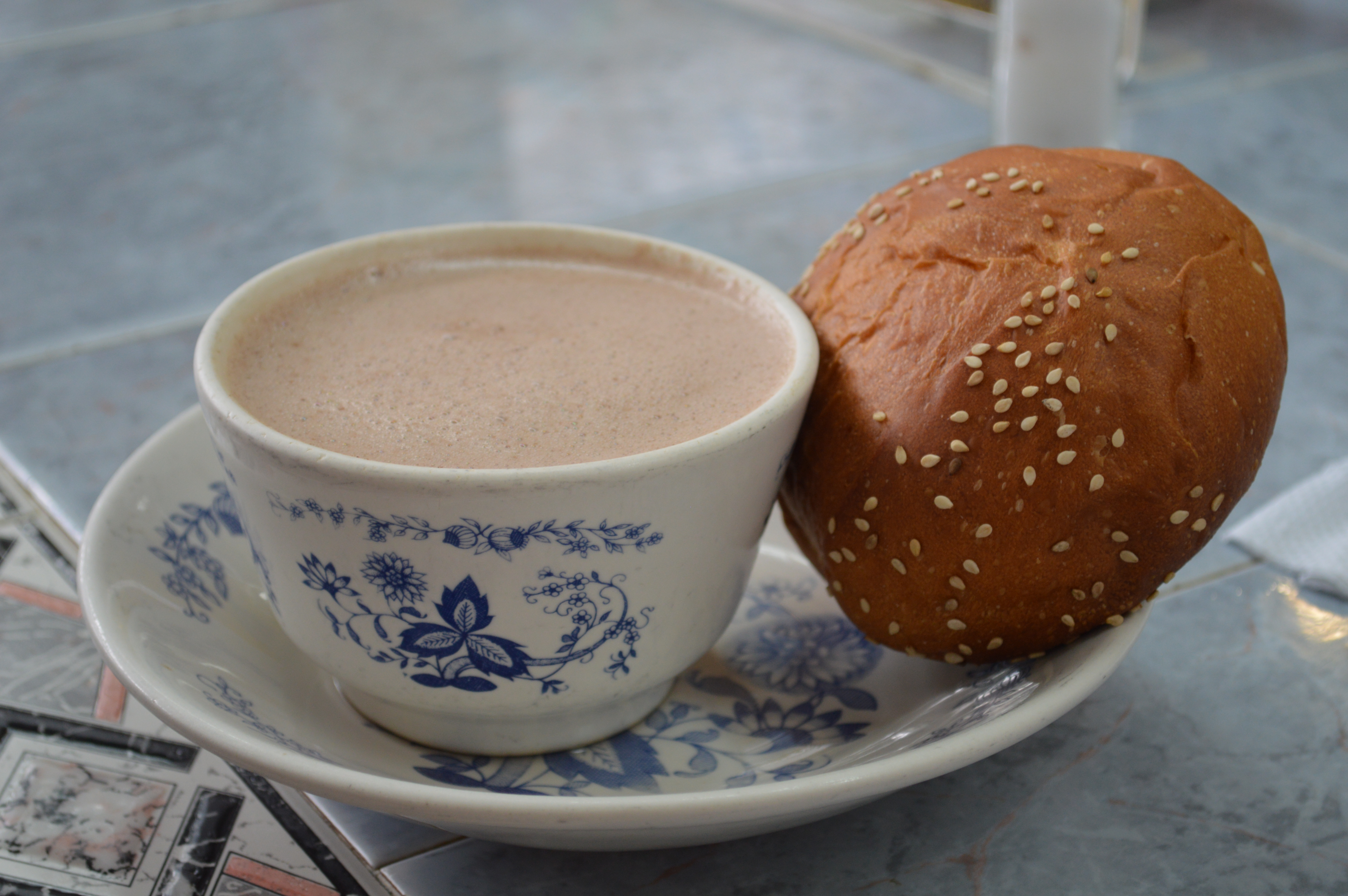
Le chocolat chaud et le pan dulce

Durant le XIXe siècle, le Mexique reçut un flux d'immigrés variés, notamment, des Libanais, des Allemands, des Chinois et des Italiens, ce qui ne fut pas sans conséquence sur la nourriture. Le chef Tudor, invité au Mexique par l'empereur Maximilien de Habsbourg, influença ces nouvelles tendances. Une dernière preuve de cette mode est la variété de pains et brioches comme les bolillos, les conchas et bien d'autres, que l'on retrouve dans les boulangeries mexicaines. Les Allemands et les Espagnols (Corona (bière) apportèrent les techniques de fabrication de la bière et les Chinois leur cuisine dans certaines régions du pays. Cela mena le Mexique à distinguer sa cuisine non pas par des techniques culinaires particulières mais par sa relation aux traditions populaires.
Depuis le XXe siècle, des échanges ont eu lieu entre les cuisines mexicaines et américaines. La cuisine mexicaine continuait bien entendu d'être pratiquée dans le sud-ouest des États-Unis, après la guerre américano-mexicaine, mais Diana Kennedy établit une distinction précise entre la cuisine mexicaine et la cuisine tex-mex dans son livre The Cuisines of Mexico (publié en 1972).
La cuisine tex-mex se construisit à partir des influences mexicaines et anglo-saxonnes, et on en retrouve des traces depuis la fin du XIXe siècle au Texas. Elle continua d'évoluer, basée sur des tortillas de farine de blé, et fut de plus en plus apprécié au nord de la frontière seulement depuis la fin du XXe siècle. Du côté nord comme au sud, une grande partie de ses racines est liée aussi bien à l'industrialisation de l'alimentation qu'à la disponibilité croissante de la nourriture, surtout depuis la révolution mexicaine. Un autre signe visible de cette influence des États-Unis est l'apparition de la restauration rapide, sous forme de hamburgers, de hot-dogs et de pizzas.
À la fin du XXe siècle, l'influence internationale au Mexique a accru l'intérêt et le développement pour la haute cuisine. Au Mexique, de nombreux chefs professionnels sont formés à la cuisine internationale, mais l'utilisation des ingrédients de base mexicains et des saveurs typiques nationales est encore préférée, y compris la nourriture simple des marchés traditionnels. Il n'est pas inhabituel de voir des quesadillas ou des petits tacos parmi d'autres hors-d'œuvre à des dîners raffinés au Mexique.
La cuisine professionnelle au Mexique croît et met l'accent sur les méthodes et ingrédients traditionnels. Dans les villes, la diffusion et la préservation de la cuisine mexicaine authentique est promue. On peut identifier les racines de ce mouvement à l'année 1982 avec le « cercle culinaire mexicain » de Mexico. Il a été créé par un groupe de cheffes cuisinières et d'autres experts culinaires en réaction à une crainte que les traditions soient perdues avec l'introduction croissante de techniques et aliments étrangers. En 2010, la cuisine du Mexique fut reconnue par l'Unesco en tant que patrimoine culturel immatériel de l'humanité.

## Boissons

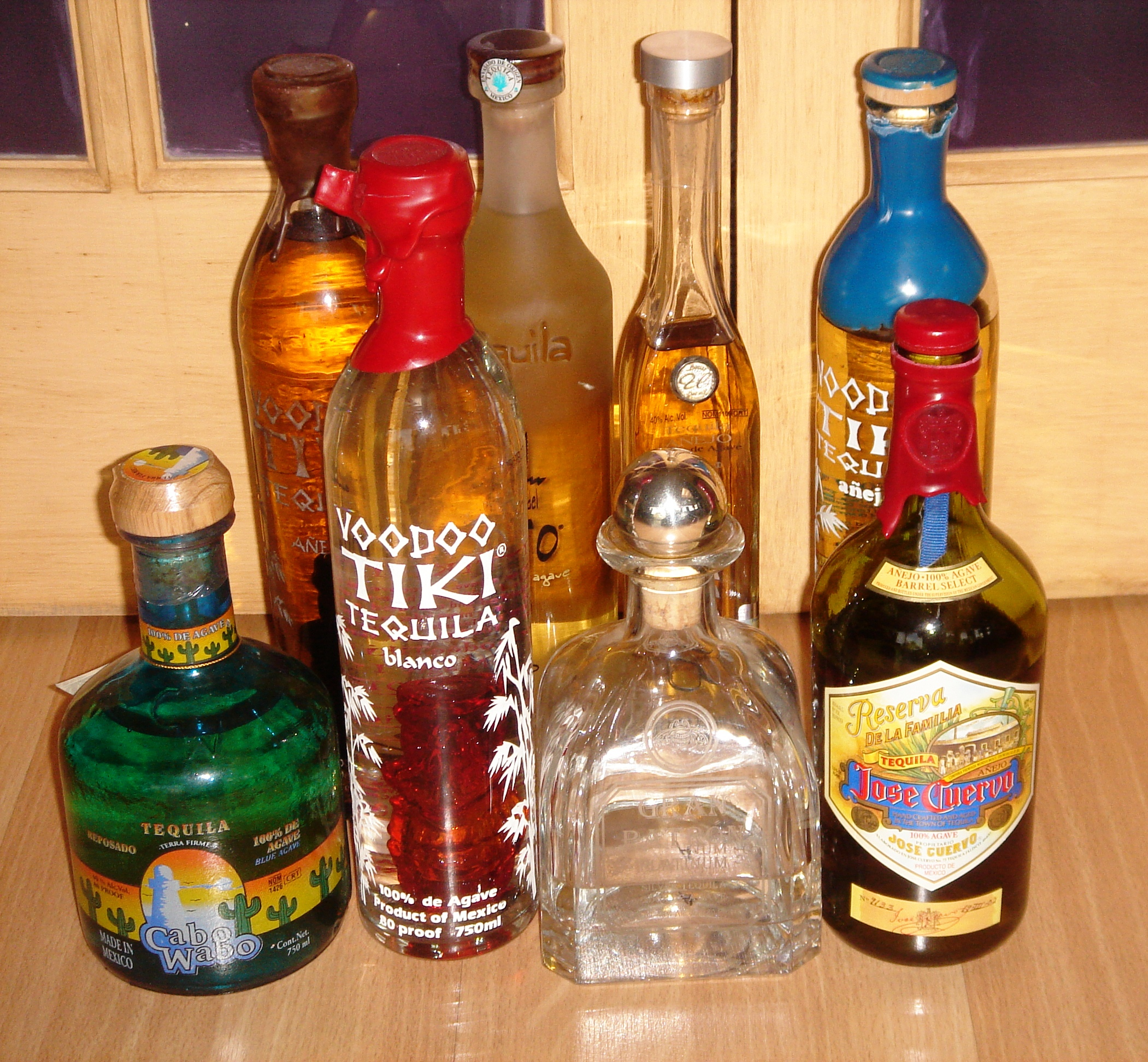
Diverses bouteilles de tequila

Outre l'inévitable tequila, le Mexique consomme une variété notable de boissons, alcoolisées ou non - que ce soit sous forme pure ou de cocktails (telle la margarita). Des brandy, des vins, des rhums et des bières sont aussi produits localement. La boisson alcoolisée la plus consommée au cours des repas est la bière, suivie par la tequila.
Le maïs n'est pas seulement mangé tel quel mais il peut aussi être consommé sous forme de boisson. Le maïs est la base d'une boisson chaude appelée atole, qui est souvent parfumé avec des fruits, du chocolat, du riz ou d'autres parfums. Le maïs fermenté est à la base de nombreuses boissons fraîches comme le tejuino, le pozol et bien d'autres. Les aguas frescas sont une autre boisson préparée à partir de fruits, d'eau et de sucre. On trouve aussi des thés glacés à l'hibiscus, au tamarin ou encore au riz et qu'on appelle horchata. Beaucoup de boissons appréciées sont commercialisées par des vendeurs de rue et des frutería, des bars à jus mexicains.
Le chocolat occupe un rôle important dans l'histoire de la cuisine mexicaine. Le mot « chocolat » est originaire de la cuisine aztèque, dérivé du mot nahuatl xocolatl. Le chocolat était d'abord servi en boisson avant d'être mangé. Il était aussi utilisé dans des rituels religieux. La civilisation maya cultivait des cacaoyers et utilisait les fèves de cacao pour produire une boisson mousseuse et amère. La boisson, appelée xocoatl, était souvent parfumée à la vanille, au piment et au roucou.
Non-alcoolisées
- Atole
- Café de olla, variante de café avec de la cannelle et du sucre brut[49].
- Flor de Jamaica, horchata et autres aguas frescas
- Toronjil
- Zaraza

Alcoolisées
- Aguardiente de caña
- Bacanora
- Charanda
- Comiteco
- Licor de damiana
- Mezcal
- Michelada
- Pulque
- Ponche
- Rompope (ou Rompón)
- Sotol
- Tepache
- Tequila
- Verdín
- Tejuino
- Torito
- Xtabentún

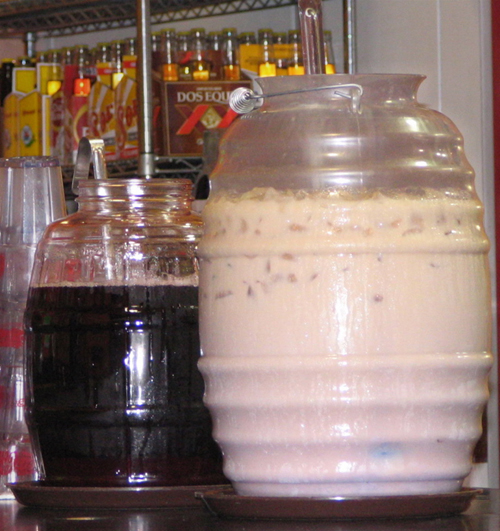
Deux aguas frescas : infusion d'hibiscus et horchata.
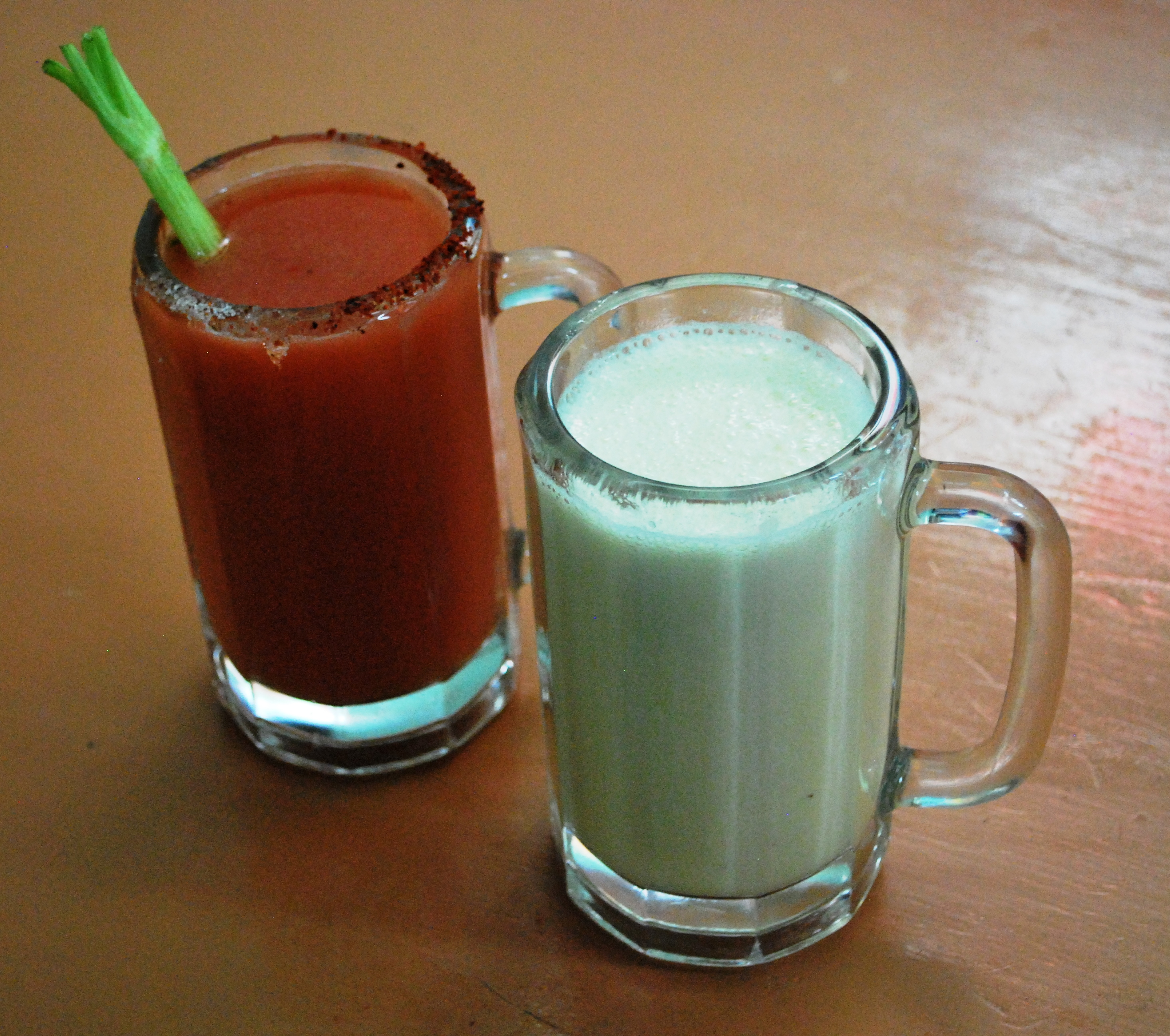
Pulque à la tomate et à l'ananas.
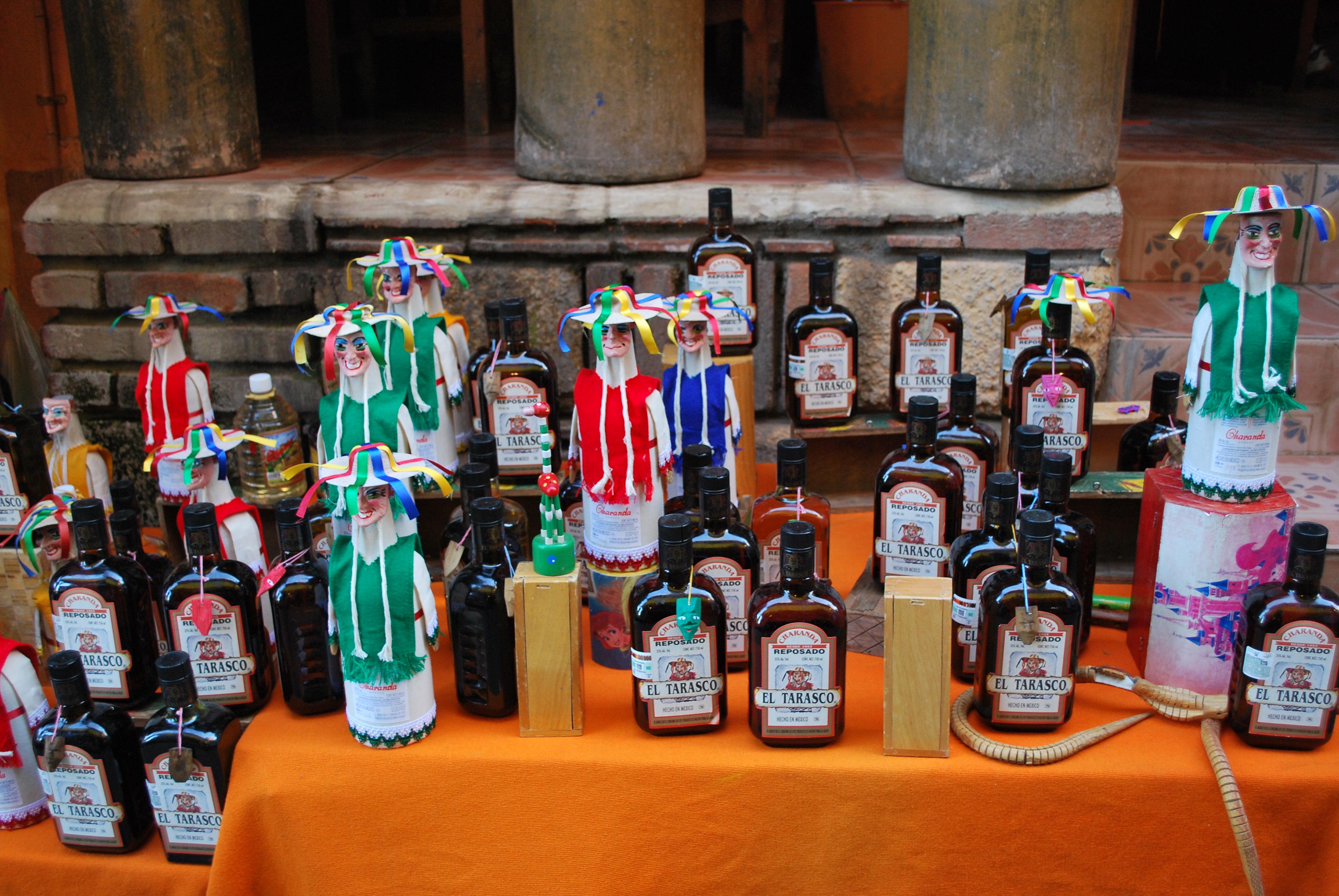
Charanda à Janitzio.
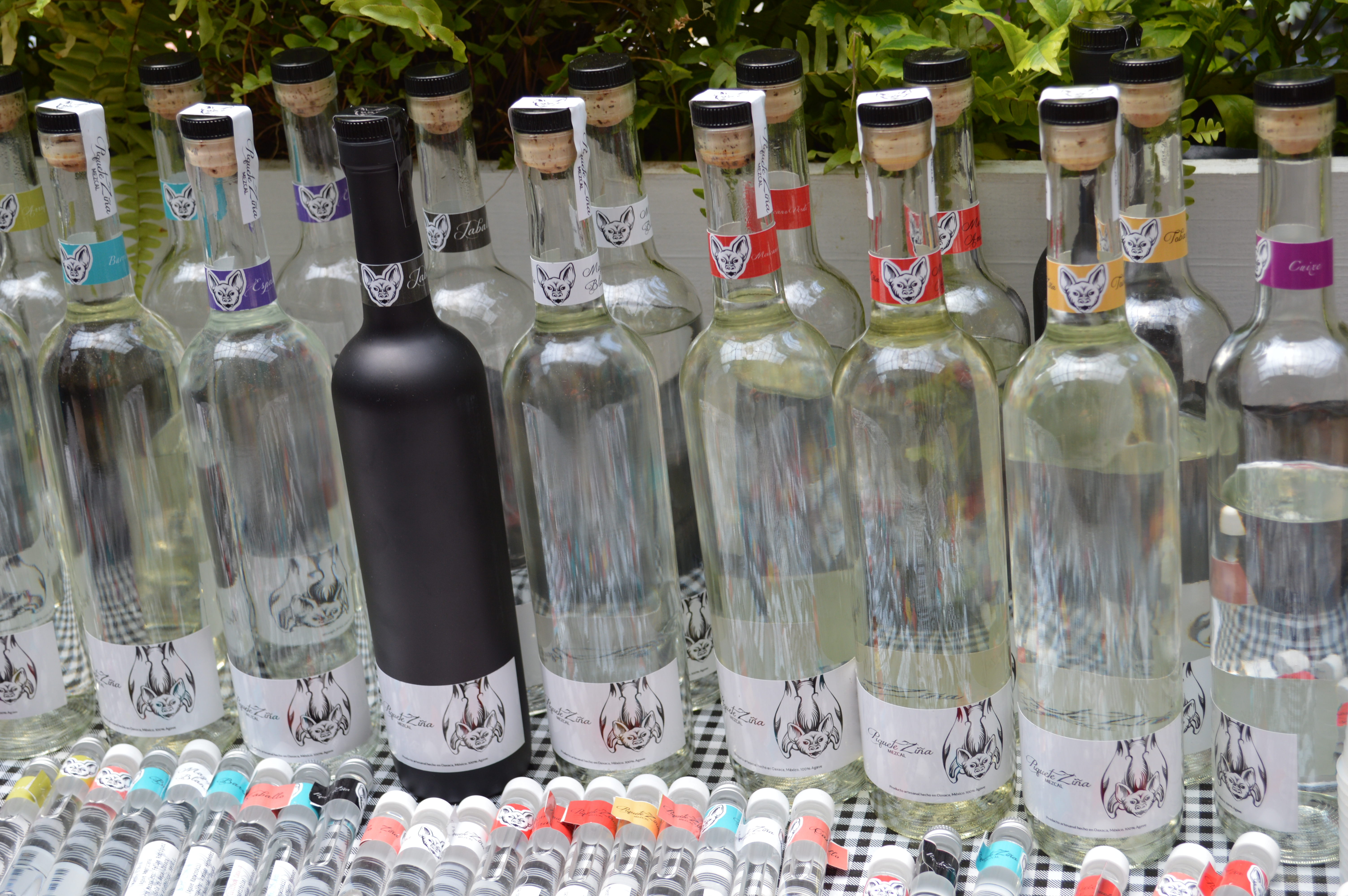
Mezcal artisanal.
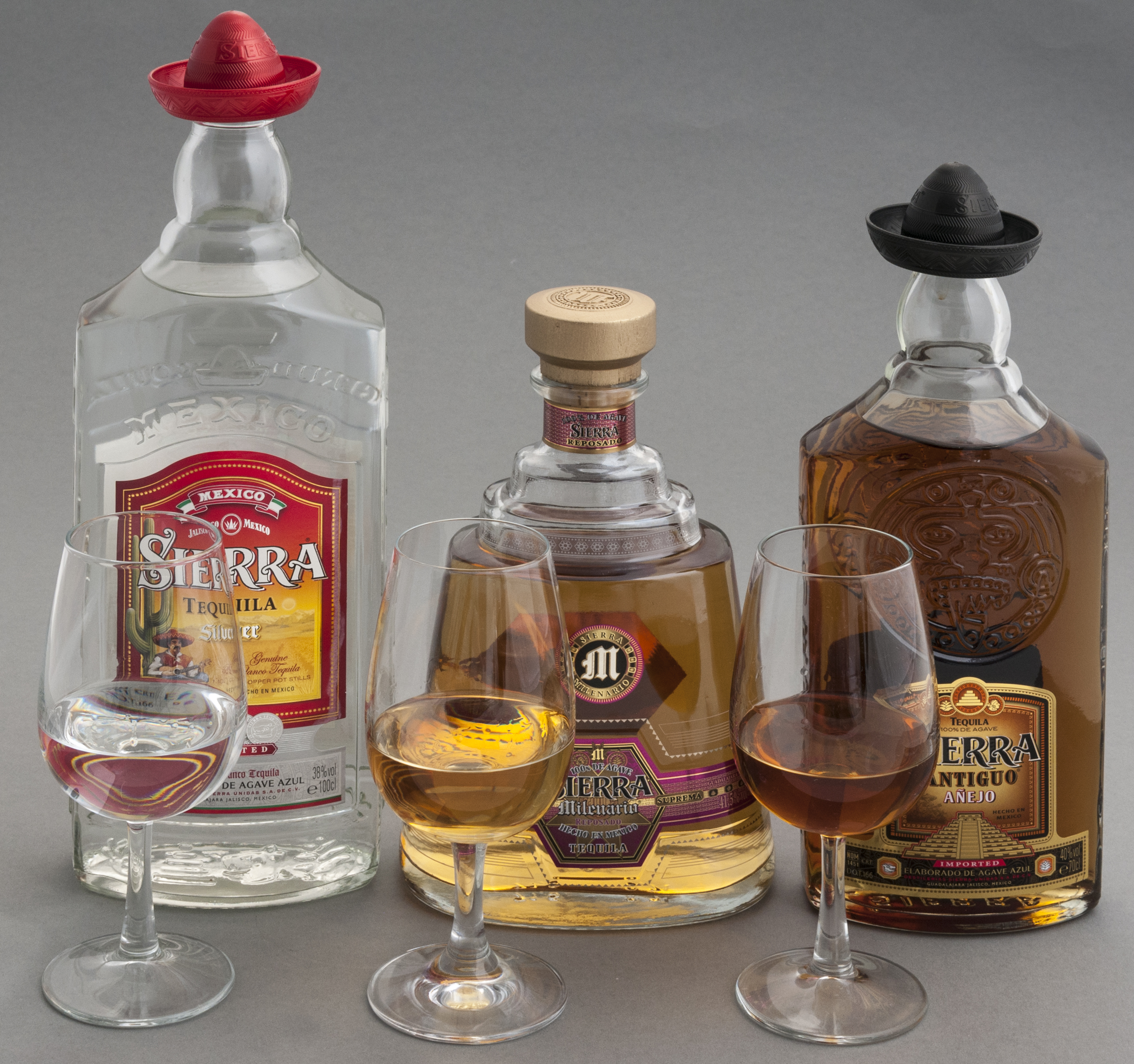
Tequila plata, reposado et añejo

## Cuisines régionales

### Nord du Mexique

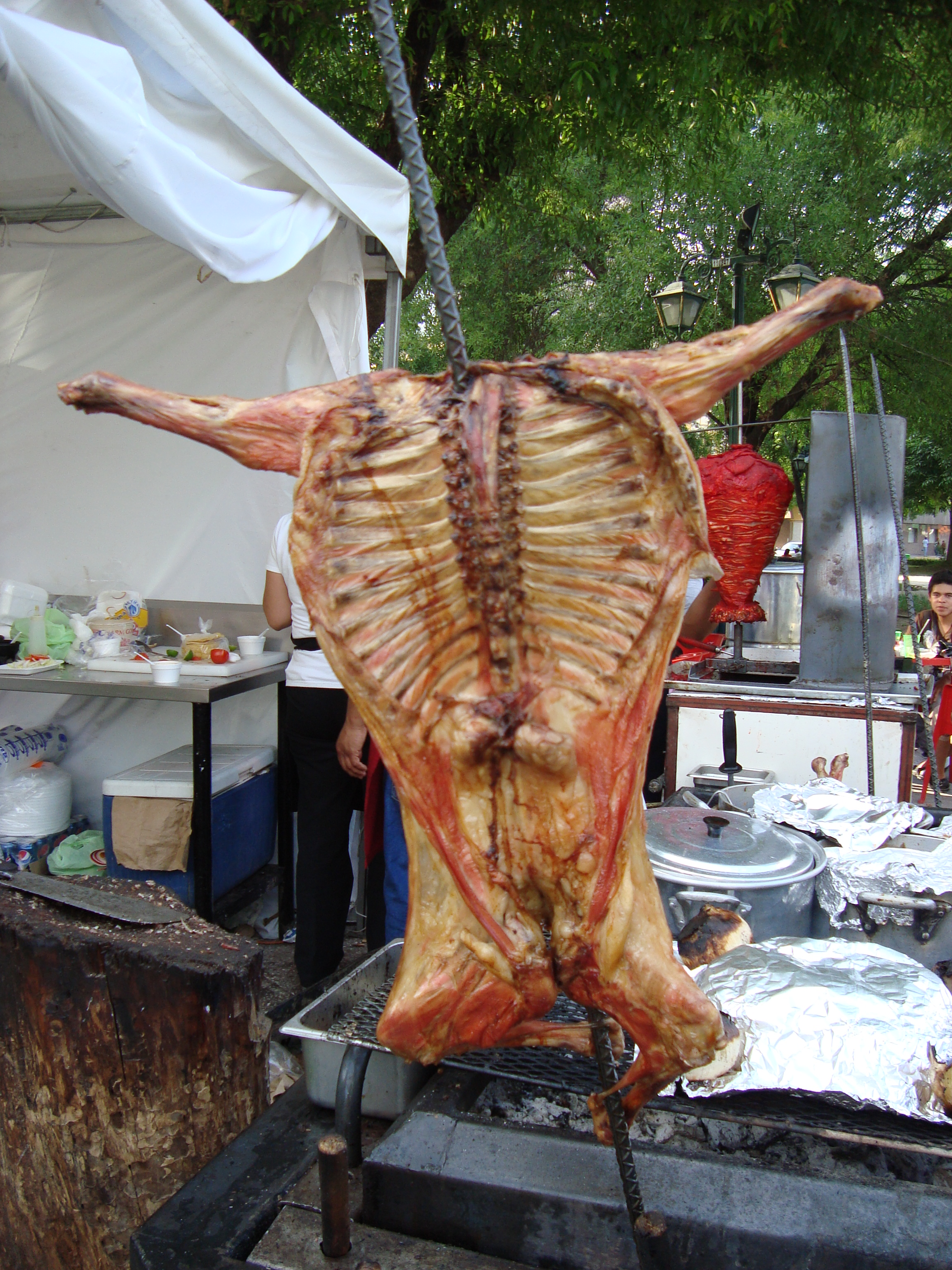
Un chevreau sur une broche.

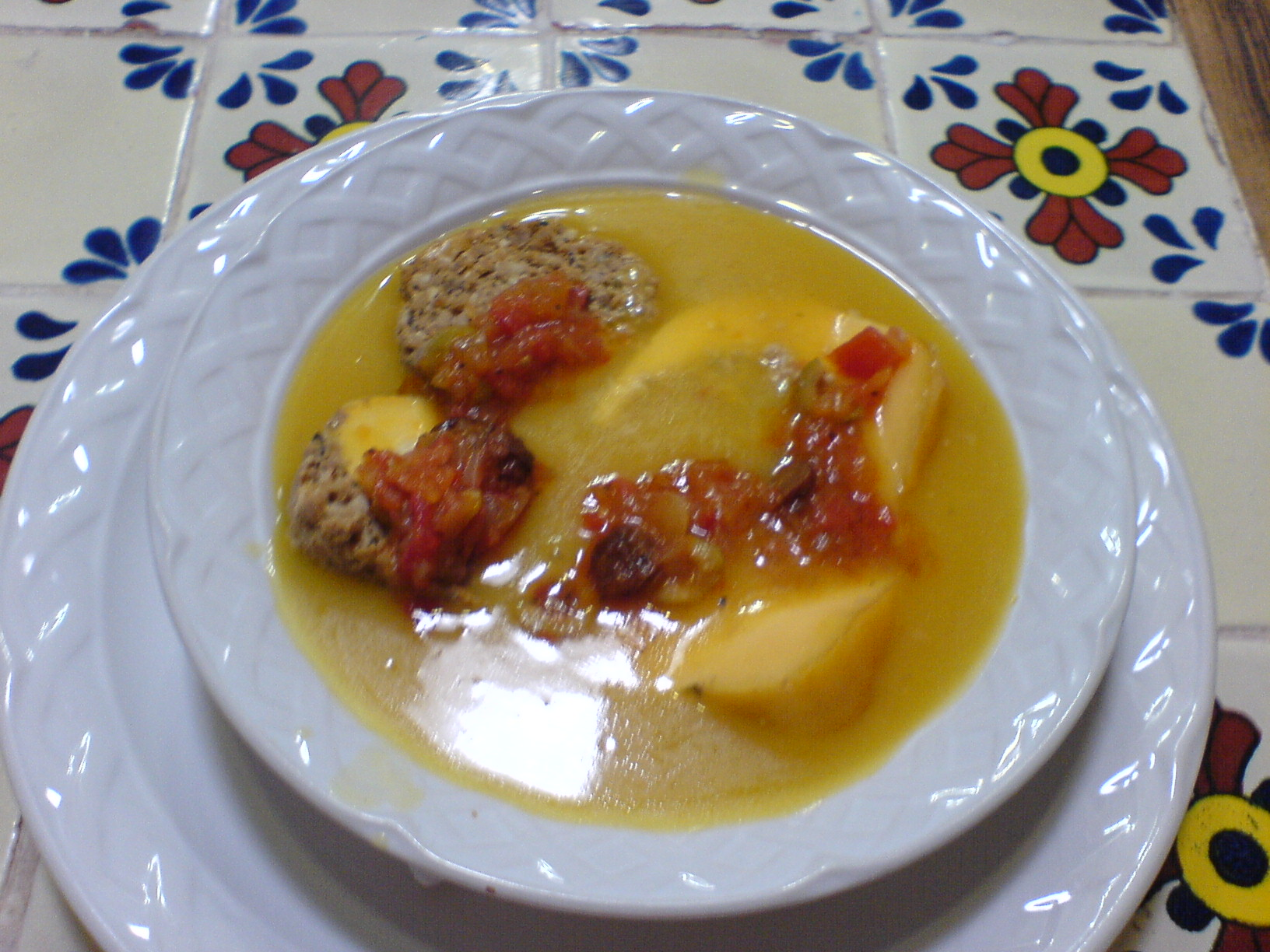
Queso relleno

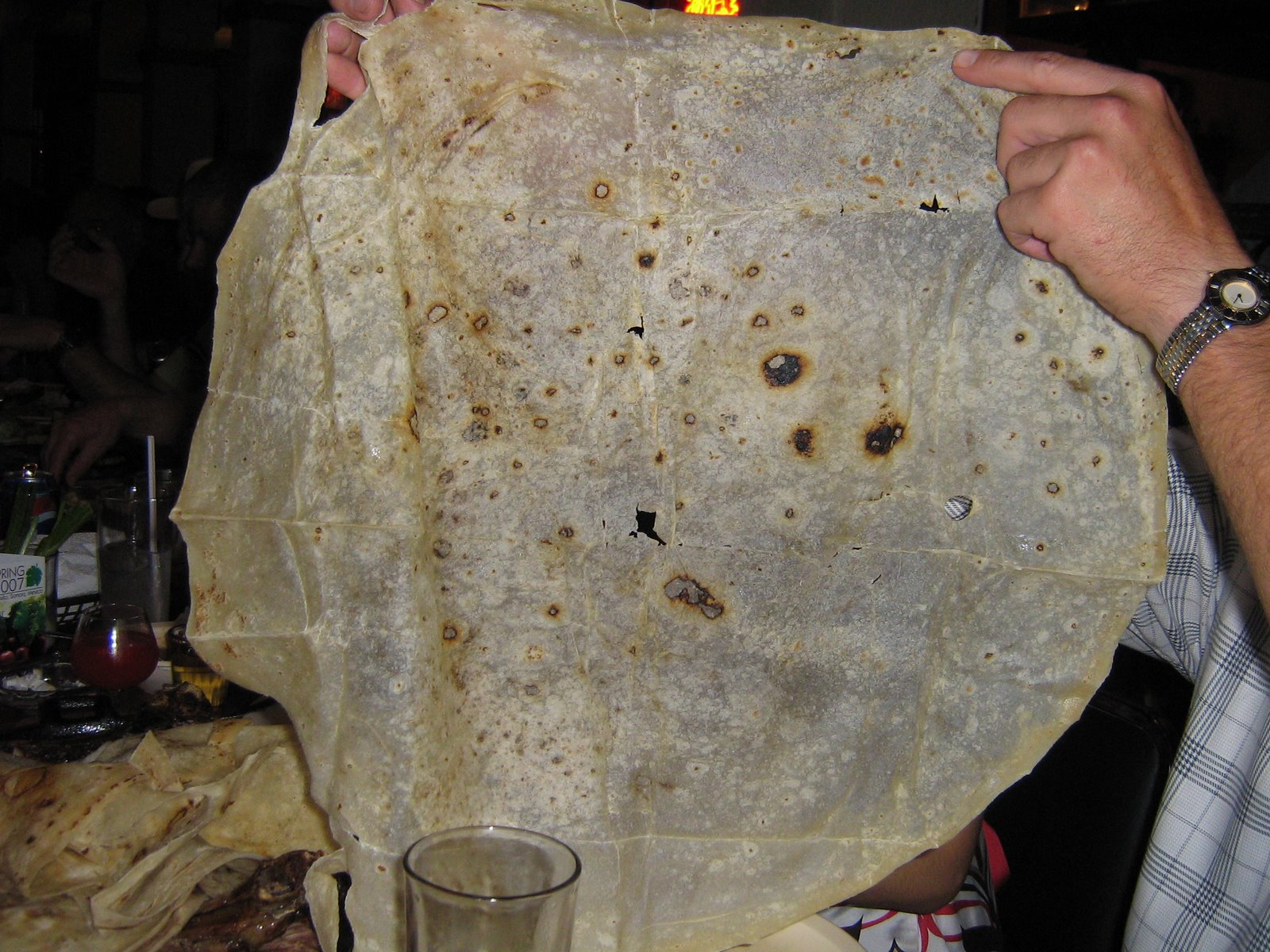
Sobaquera (une tortilla de blé de la longueur d'un bras).

La nourriture consommée dans cette région a toujours différé des régions méridionales depuis l'ère préhispanique. Les peuples indigènes étaient des chasseurs-cueilleurs dont l'agriculture et les implantations étaient limitées par les terres arides,.
Lorsque les Européens sont arrivés, ils jugèrent les terres de ce territoire propices à l'élevage de bovins, de chèvres et de moutons. C'est ainsi que la viande, en particulier de bœuf, devint prédominante dans la région. Les plats les plus connus de la région comprennent la machaca, la arrachera et le cabrito,. Le technique de cuisson qui se distingue dans cette région est la grillade, puisque la présence de ranch a favorisé la cuisson de la viande en extérieur réalisée par des hommes.
L'existence de ranchs a aussi entraîné la production de fromages mexicains et le nord est la région qui en produit la plus grande variété. On pense au queso fresco, un fromage frais fermier, au ranchero, similaire au monterey jack, à la cuajada, un lait caillé crémeux à base de lait frais, légèrement doux, le requesón, similaire au fromage cottage ou à la ricotta, au queso menonita, un fromage crémeux à pâte demi-ferme de la région de Chihuahua et 56 autres variétés de fromages fumés (asadero).
Un autre aspect primordial dans la cuisine septentrionale est la présence de blé, entre autres pour préparer des tortillas de blé. On y élabore au moins 40 différents types de tortillas de blé. La principale raison est que la plupart des terres sont favorables à la production de blé, apporté par les Espagnols. Ces grandes tortillas ont permis de confectionner des burritos, souvent garnis de machaca à Sonora, qui finirent par gagner en popularité dans le Sud-Ouest des États-Unis.
La variété de produits alimentaires dans le nord n'est pas aussi variée que dans le sud du Mexique à cause du climat en majeure partie désertique. Une grande partie de la cuisine y est dépendante des techniques de conservation, la déshydratation et la mise en conserve notamment. Les produits séchés comprennent la viande, le piment, la courge, les pois, le maïs, les haricots et les fruits séchés. Un certain nombre d'entre eux peuvent aussi être mis en conserve. Les techniques de conservation modifient la saveur des aliments ; par exemple, de nombreux piments sont moins forts après séchage.
Dans le Nord-Est du Mexique, durant la période coloniale espagnole, Nuevo León fut fondée et des familles espagnoles d'origine juive s'y installèrent. Ils contribuèrent de façon significative à la cuisine régionale, apportant des plats tels que le pan de semita (pain sémitique, une forme de pain non-levé), la capirotada (un type de dessert), et le cabrito (chevreau) qui est devenu un mets typique de Monterrey, de Nuevo León, ainsi que de quelques régions de Coahuila,.
Le nord a connu des vagues d'immigration de Chinois et d'Américains qui ont influencé la cuisine dans ces zones, notamment Chihuahua et Basse-Californie. Plus récemment, la cuisine baja med a fait son apparition à Tijuana et ailleurs en Basse-Californie, combinant les saveurs mexicaines et méditerranéennes.

### Oaxaca

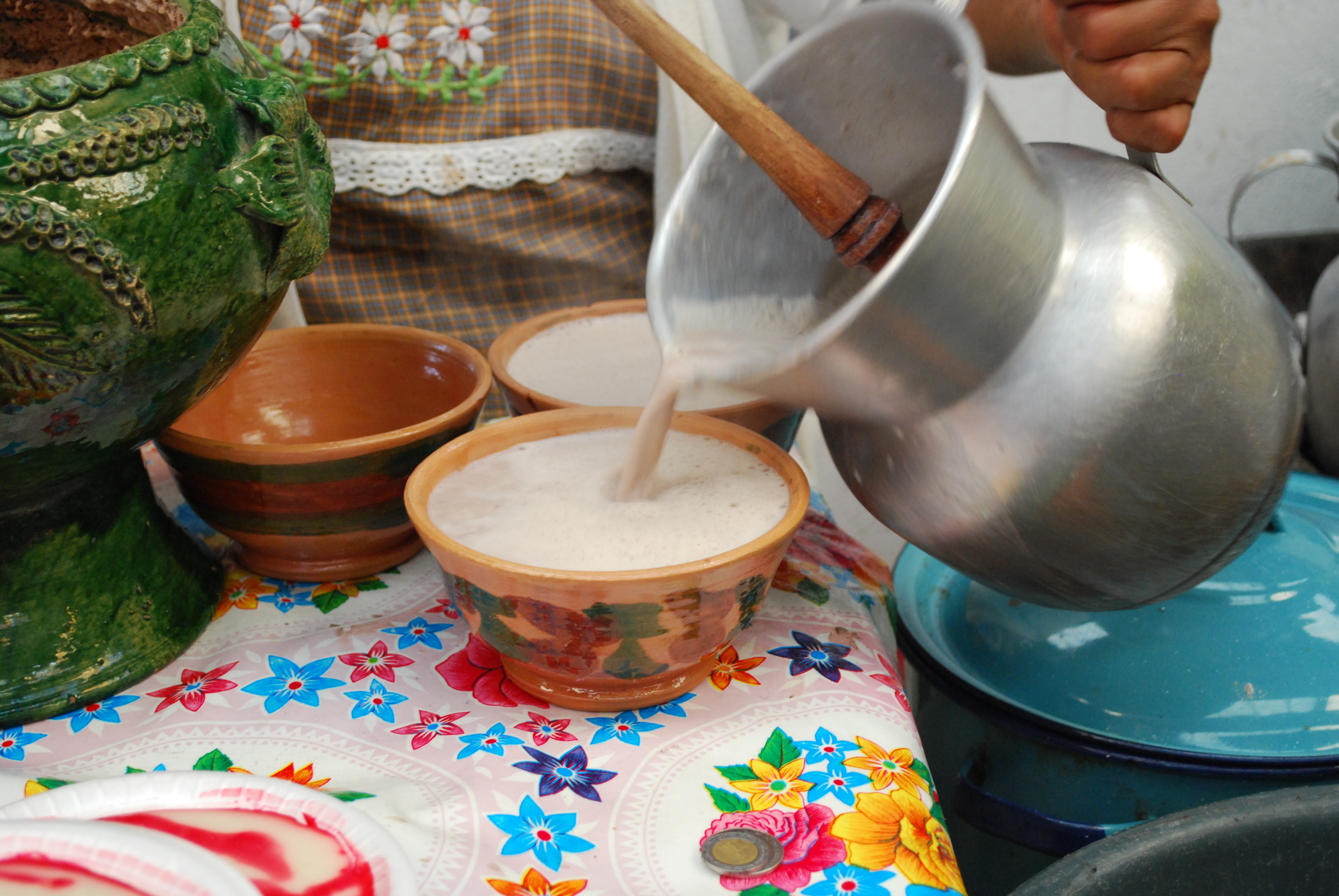
Tejate sur un marché de Villa de Etla, Oaxaca.

La cuisine d'Oaxaca est restée plus intacte après la Conquête que celle d'autres régions, puisque les Espagnols en prirent le contrôle grâce à moins de combats et moins de perturbations dans l'économie et les systèmes de production alimentaire. Toutefois, ce fut la première région à subir le mélange des ingrédients et des styles culinaires, tandis que le centre du Mexique continuait de se rétablir. Malgré sa taille, l'état combine une grande variété d'écosystèmes et d'ingrédients locaux. Les légumes sont cultivés dans la vallée centrale, les fruits de mer sont abondants sur les côtes et la région à la limite de Veracruz produit des fruits tropicaux.
La cuisine de l'état est influencée par les Mixtèques et, dans une moindre mesure, les Zapotèques. Tardivement durant la période coloniale, Oaxaca a perdu sa place de fournisseur majeur de nourriture et la cuisine régionale est revenu à un style plus indigène, conservant seulement un petit nombre d'ingrédients, notamment le poulet et le porc. La mozzarella apportée par les Espagnols fut adaptée et devint ce que l'on appelle de nos jours le fromage d'Oaxaca,.

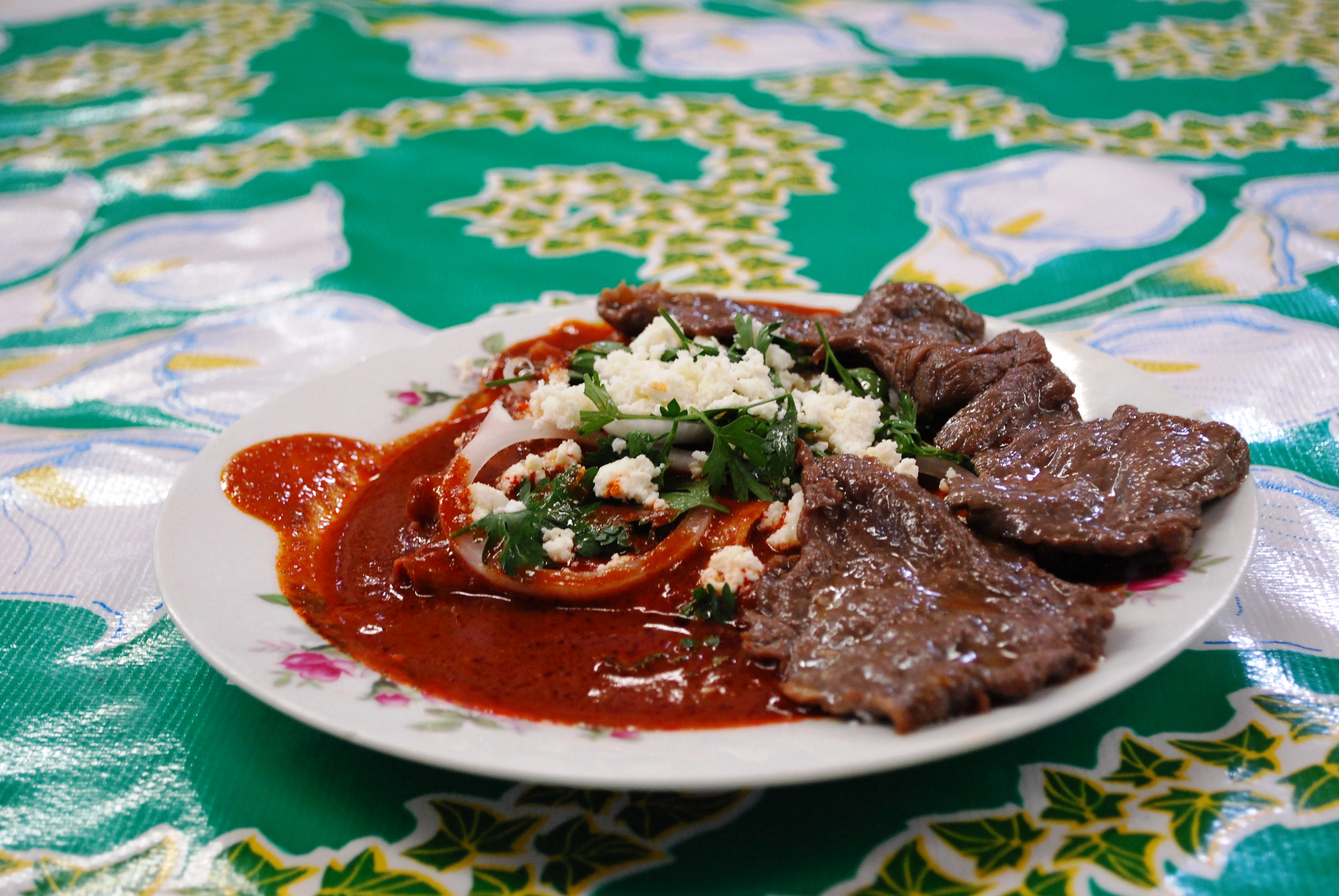
Enchiladas au bœuf tasajo.

Une des caractéristiques majeures de la cuisine d'Oaxaca est l'existence de 7 variétés de mole, mineurs par rapport au mole poblano en importance. Il s'agit de la negro (noire), amarillo (jaune), coloradito (légèrement rouge), mancha manteles (« qui tache la nappe »), chichilo (ragoût fumé), rojo (rouge), verde (vert).
Le maïs est l'aliment de base de la région. Les tortillas sont appelées blandas et figurent à tous les repas. Le maïs est aussi utilisé pour confectionner des empanadas, des tamales et bien plus encore. Les haricots noirs sont appréciés, souvent servis en soupe ou en sauce pour les enfrijoladas. Les piments régionaux comprennent la pasilla oaxaqueña (rouge, fort et fumé), ainsi que des amarillos, des chilhuacles, des chilcostles et des costeños. Ils apportent, avec les herbes comme la hoja santa, un goût unique aux plats.
Un autre important aspect de la cuisine régionale est le chocolat, généralement consommé en tant que boisson. Il est fréquemment moulu à la main et combiné à des amandes, de la cannelles et d'autres ingrédients.

### Yucatán

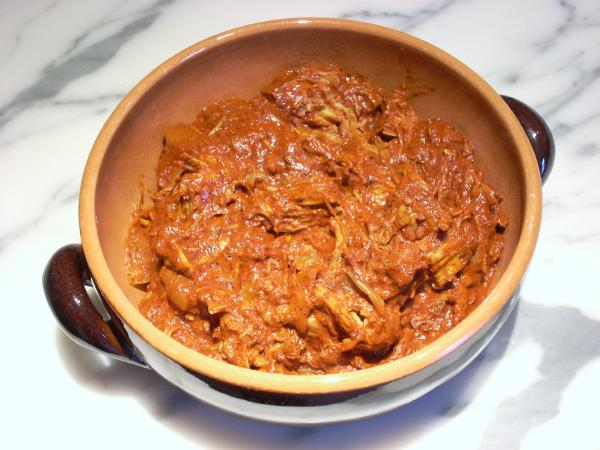
Cochinita pibil.

La nourriture de la péninsule du Yucatán se distingue de celle du reste du pays. Elle est basée sur la nourriture maya avec des influences caribéennes, du centre du Mexique, européennes (en particulier française) et moyen-orientales,. Comme dans d'autres régions du Mexique, le maïs est l'aliment de base, aussi bien liquide que solide. Une façon ordinaire de consommer du maïs, surtout pour les pauvres, est sous la forme d'une boisson diluée ou un gruau de maïs blanc appelé pozol ou keyem.

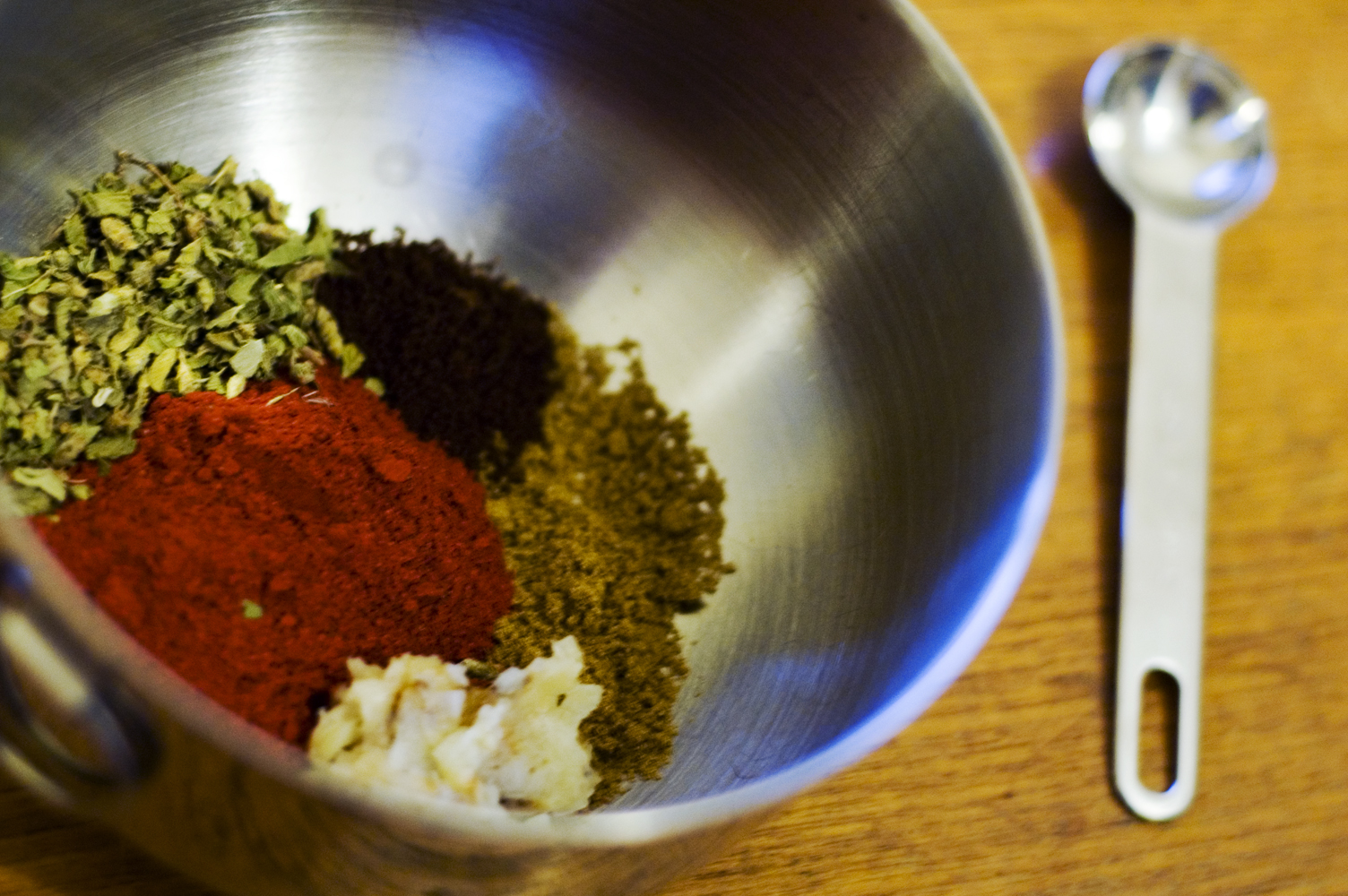
Ingrédients de la pâte de roucou.

Une des épices fondamentales de la région est la graine de roucou appelée achiote. Elle donne à la nourriture une couleur rougeâtre et un parfum légèrement poivré avec une pointe de muscade. Les recados sont des pâtes d'assaisonnement, basés sur le roucou (recado rojo) ou une mixture d'habanero et de charbon appelé chirmole, badigeonnée aussi bien sur le poulet que le porc.
Le recado rojo est employé pour préparer le plat le plus connu de la région, le cochinita pibil. Pibil désigne la méthode de cuisson (du maya p'ib, « enterré ») qui consiste à envelopper la nourriture dans des feuilles de bananes et à cuire dans un four enterré. Diverses viandes sont cuites de cette manière. Le habanero est un autre ingrédient typique, mais ils sont généralement servis comme condiments au lieu d'être intégré aux plats.
Une caractéristique prépondérante de la cuisine du Yucatán est l'usage de fruits tropicaux ; du tamarin, des prunes, du mamey, des avocats et des oranges amères, ce dernier étant souvent employé dans des salsa typiques. Le miel était utilisé depuis longtemps avant l'arrivée des Espagnols pour adoucir les mets et préparer un breuvage alcoolisé rituel appelé balché. De nos jours, il existe une liqueur de miel appelée xtabentun qui continue d'être consommée dans la région. Les côtes offrent plusieurs plats de fruits de mer, employant du poisson comme le mérou, une variété de gorette et de cobia, qui sont frits et servis avec de la salsa épicée, à base de piment x'catic et de la pâte de roucou. On mange aussi des filets de conque (servi cru, juste mariné de jus de lime), des crevettes à la noix de coco et des escargots de lagon.
Traditionnellement, certains plats sont servis en tant qu'entrées, comme le brazo de reina (un type de tamale à base de chaya et de papadzules (tacos aux œufs assaisonné par une sauce de graines de citrouille).
La cuisine de rue consiste habituellement de taco de cochinita pibil, de kebbeh d'origine libanaise, de tacos au shawarma et d'encas utilisant une pâte de maïs durcie appelée piedras et des glaces aux fruits.

### Mexico

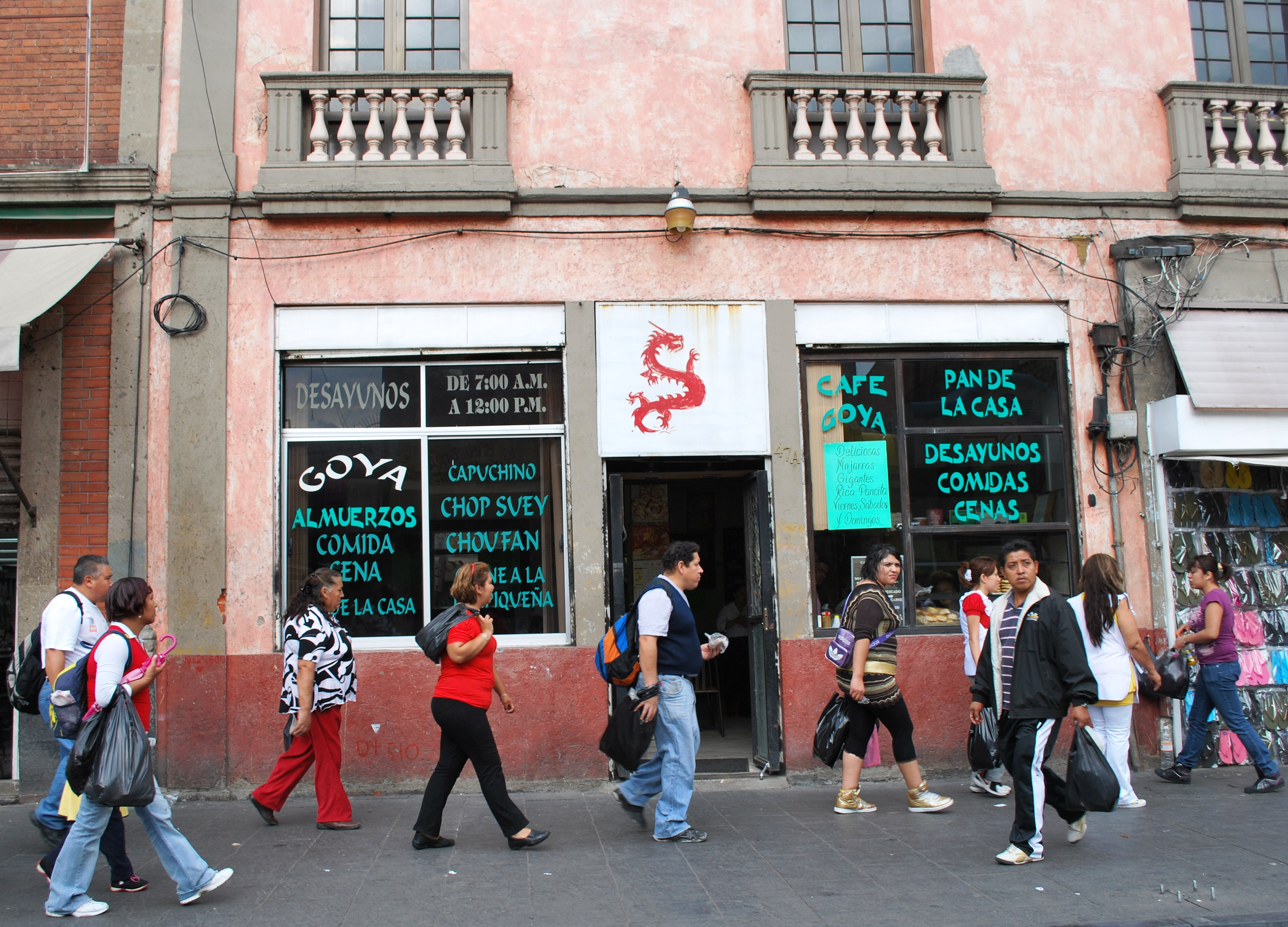
Un café sino-mexicain de la rue Rep de Argentina dans le centre historique de Mexico.

Un des traits typiques de la cuisine de Mexico est qu'elle a été influencée par celle des autres régions du Mexique, ainsi que par un certain nombre d'influences étrangères,. En effet, la ville de Mexico a été au cœur des migrations mexicaines depuis la période préhispanique. La majorité de ses ingrédients ne sont pas cultivés in situ mais importés de tout le pays (notamment les fruits tropicaux).
La cuisine de rue est très populaire, avec des stands à taco et des comptoirs-déjeuner à tous les coins de rue. Les plats notable de la ville sont le barbacoa (une spécialité des régions montagneuses du centre), la birria (de l'Ouest du Mexique), le cabrito (du nord), les carnitas (originaires de Michoacán), les sauces mole (de Puebla et du centre du Mexique), les tacos garnis de nombreuses manières et de grands sandwichs appelés tortas, habituellement écoulés par des magasins spécialisés appelés torterías. Certains établissements de restauration se sont spécialisés dans la nourriture préhispanique, y compris les mets avec des insectes. C'est aussi ici qu'on retrouve une partie de la haute cuisine mexicaine.

### Ouest du Mexique

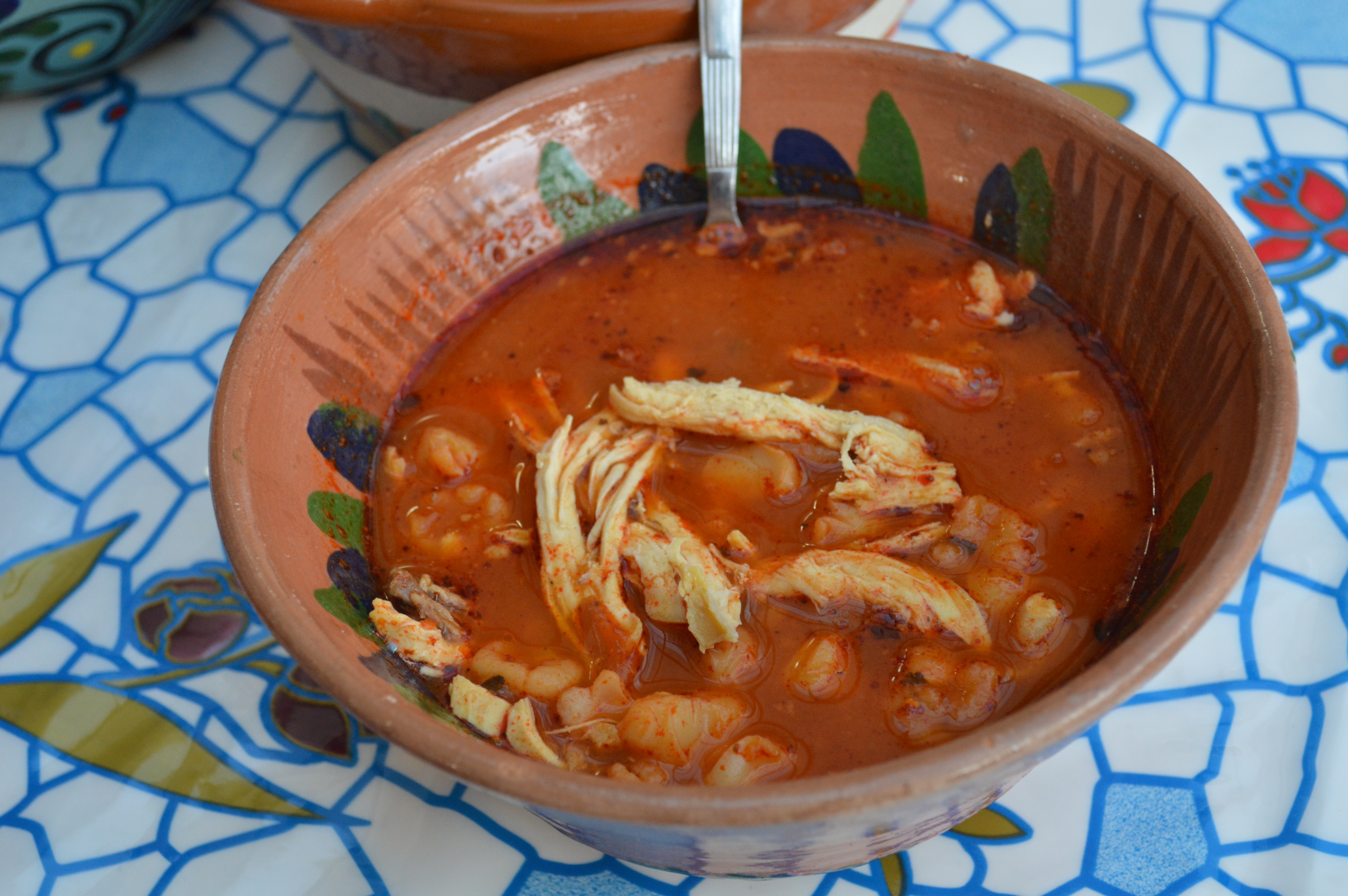
Du pozole rouge, servi à Mexico.

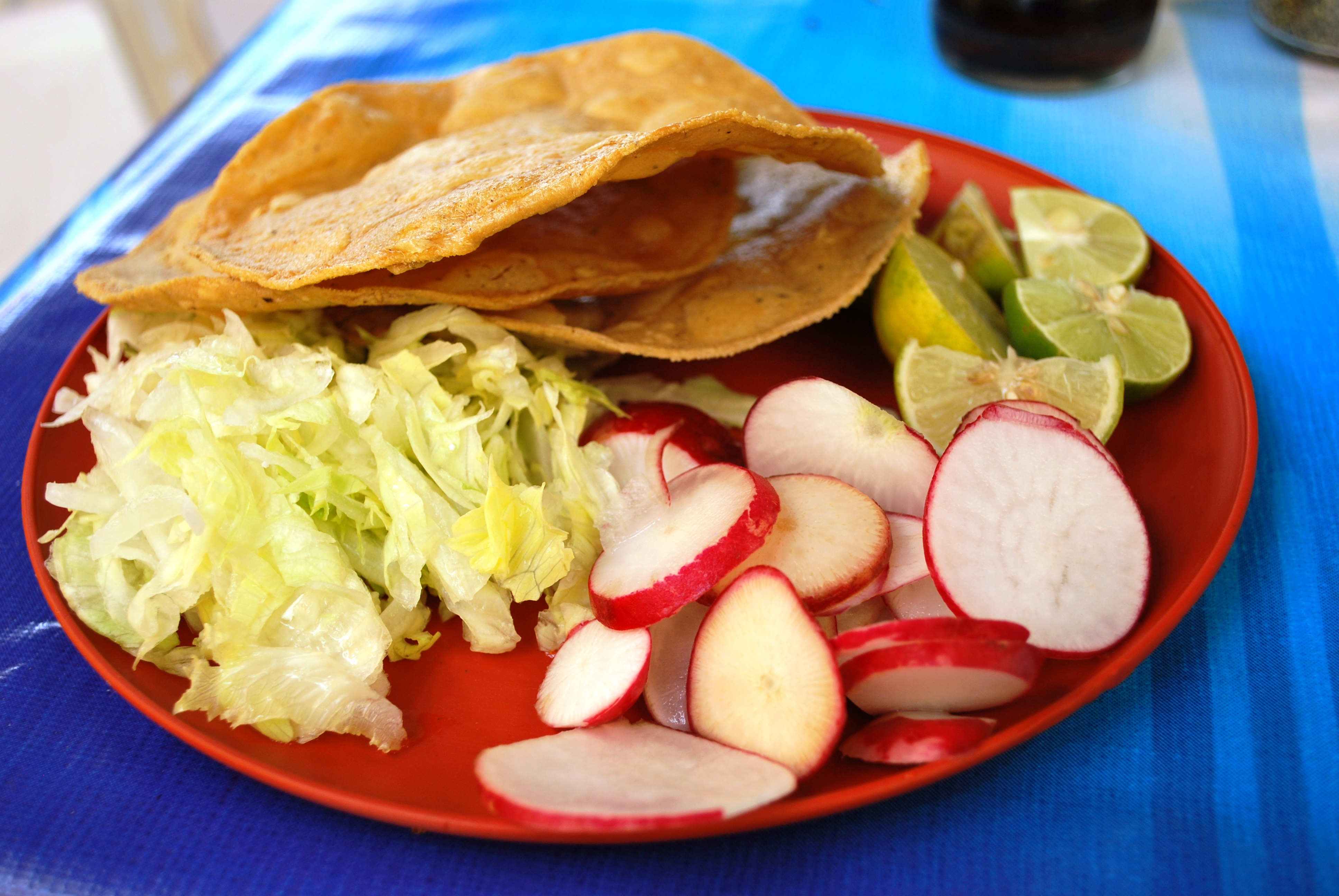
Une assiette de condiments pour le pozole.

Les États de Michoacán, Jalisco et Colima ainsi que la côte pacifique se situent à l'ouest de Mexico. La cuisine de Michoacan est basée sur celle des Purépechas, qui domine encore dans la majorité de l'État. Un grand réseau de rivières et de lacs y fournit quantité de poisson. L'utilisation de maïs y est la plus diversifiée. Tandis que l'atole est bu dans de nombreuses parties du Mexique, il est proposé avec beaucoup plus de parfums dans la région, y compris aux mûres, au piment cascabel et bien d'autres. Dans la région de Bajío, les tamales sont souvent servis avec un ragoût de viande appelé churipo, qui est parfumé aux fruits de l'Opuntia,.
La principale contribution espagnole à la cuisine locale est le riz, le porc et les épices. Parmi les plats les plus connus de l'état, on trouve la morisquesta, un plat de saucisse et de riz, les carnitas, de la viande de porc frite. On retrouve ce dernier dans de nombreuses zones du Mexique, mais certains déclarent que son origine authentique est Michoacán. Un autre ingrédient essentiel est le blé (le pain symbolisant la fertilité) que l'on emploie dans les pains et les pâtisseries. Le sucre permet l'existence d'une grande variété de desserts et de sucreries, notamment des gelées de fruits et de la crème glacée qu'on associe tout particulièrement à la ville de Tocumbo. La ville de Cotija a donné son nom à un fromage. La boisson alcoolisée locale est la charanda, que l'on fermente à partir de maïs.
La cuisine de Jalisco et Colima est notable pour des plats comme la birria, le chilayo, le menudo et quelques plats de porc. La cuisine de Jalisco est connue pour sa tequila, certaines régions seulement étant autorisées à utiliser l'appellation. Le centre culturel et gastronomique est Guadalajara où l'agriculture et l'élevage de bétail prospèrent. Le plat le plus connu est la birria, un ragoût de chèvre, de bœuf, de mouton ou de porc avec des piments et des épices.
Les tortas ahogadas sont un élément essentiel de la cuisine de rue ; il s'agit d'un sandwich recouvert de sauce pimentée. La ville de Tonalá se trouve près de Guadalajara et est réputée pour son pozole, un ragoût d'hominy dont la recette initiale contiendrait de la chair humaine. De la tequila est produite tout autour de la ville. La boisson populaire locale est le tejuino, fermenté à partir de maïs. Le bionico est un dessert apprécié dans la région.
Sur la côte pacifique, les fruits de mer sont courants, généralement cuisinés avec des épices européennes et du piment, souvent servis avec une salsa piquante. Les espèces de poissons de prédilections sont le marlin, l'espadon, le vivaneau, le thon, les crevettes et le poulpe. Les fruits tropicaux sont aussi très présent,. La cuisine de la péninsule de Basse-Californie repose beaucoup sur les produits de la mer, dans sa plus large diversité. Des piments verts doux figurent au menu, avec des dattes, pour les desserts entre autres.

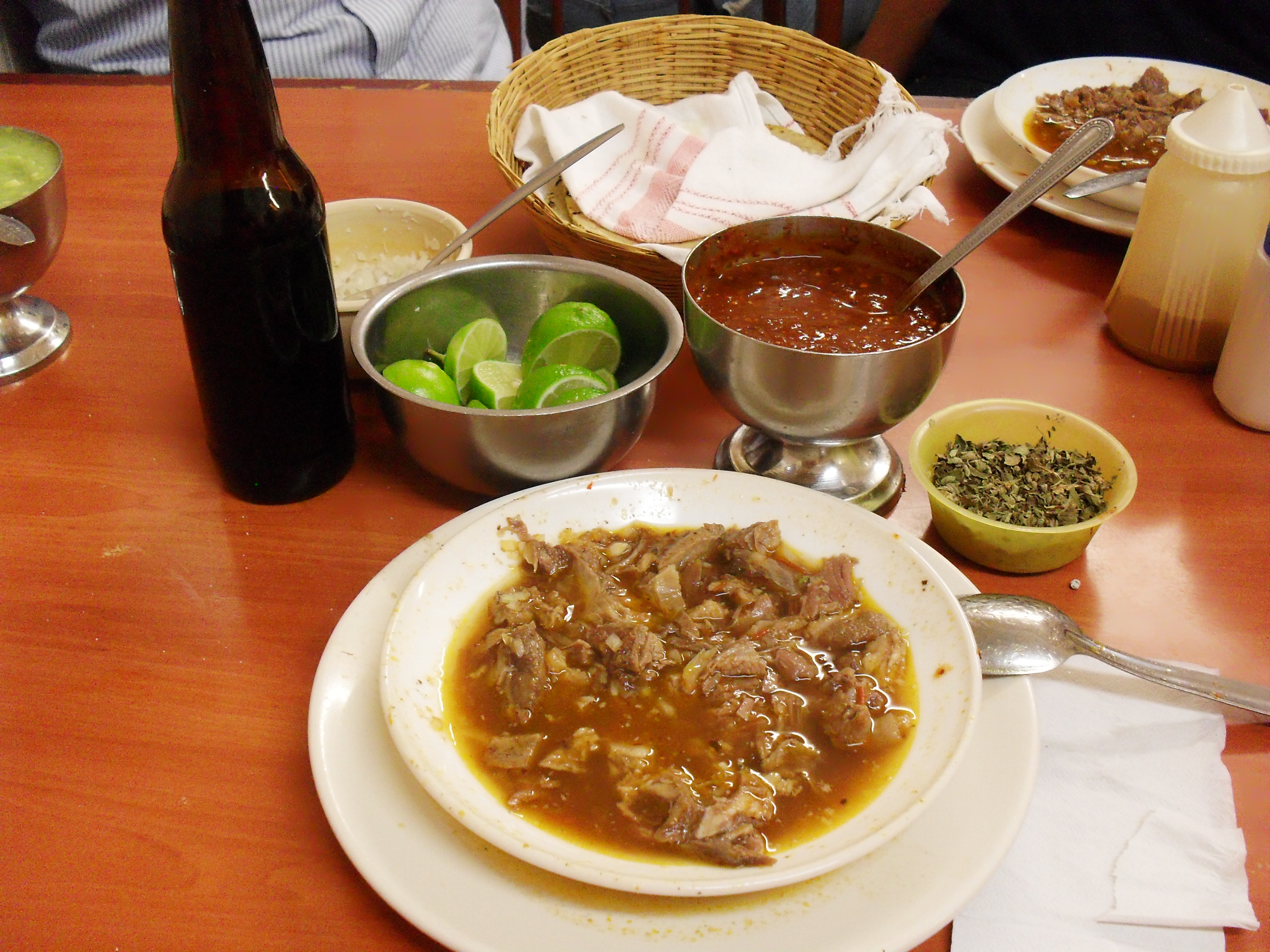
Birria avec condiments.
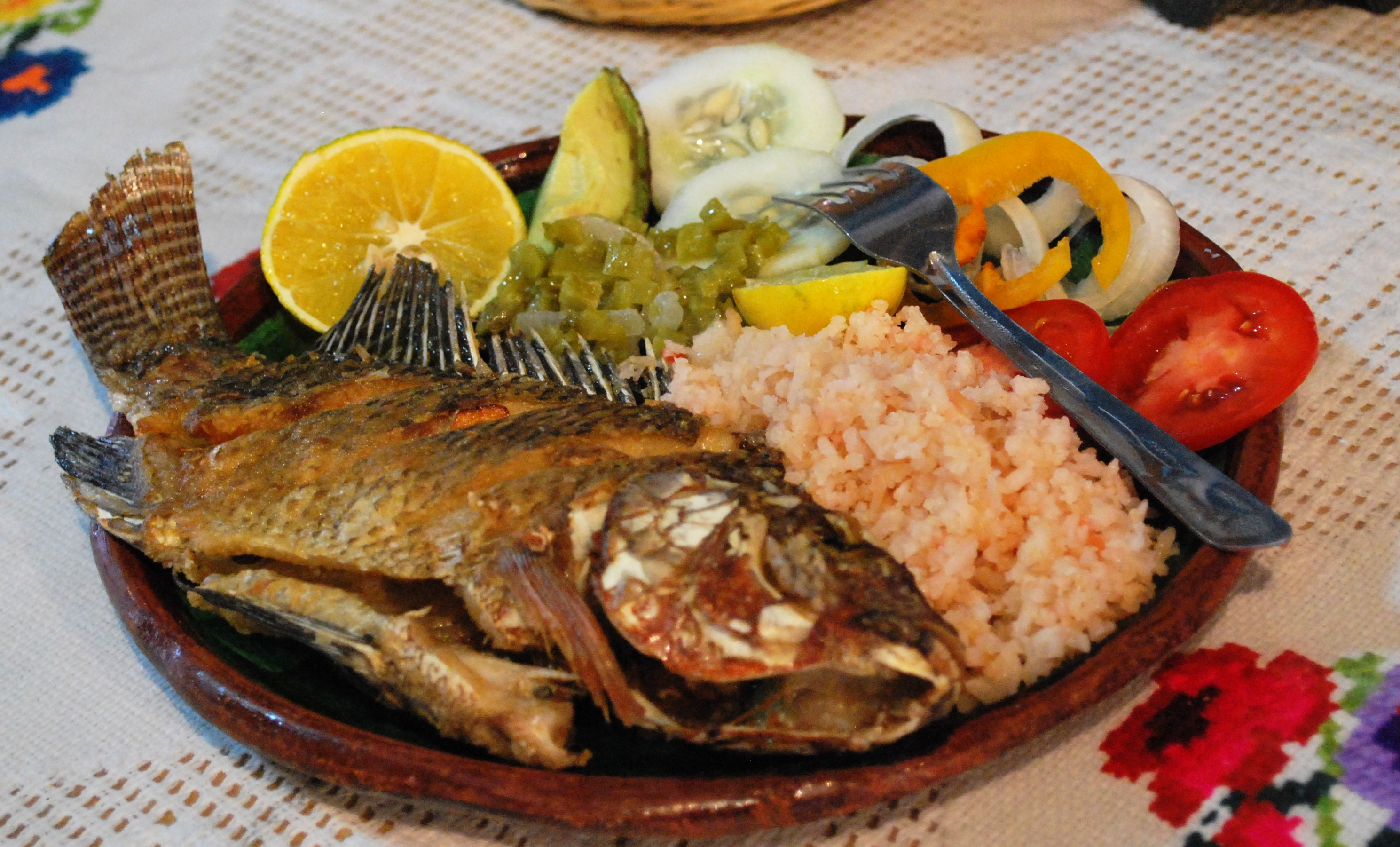
Mojarra frite.

### Veracruz

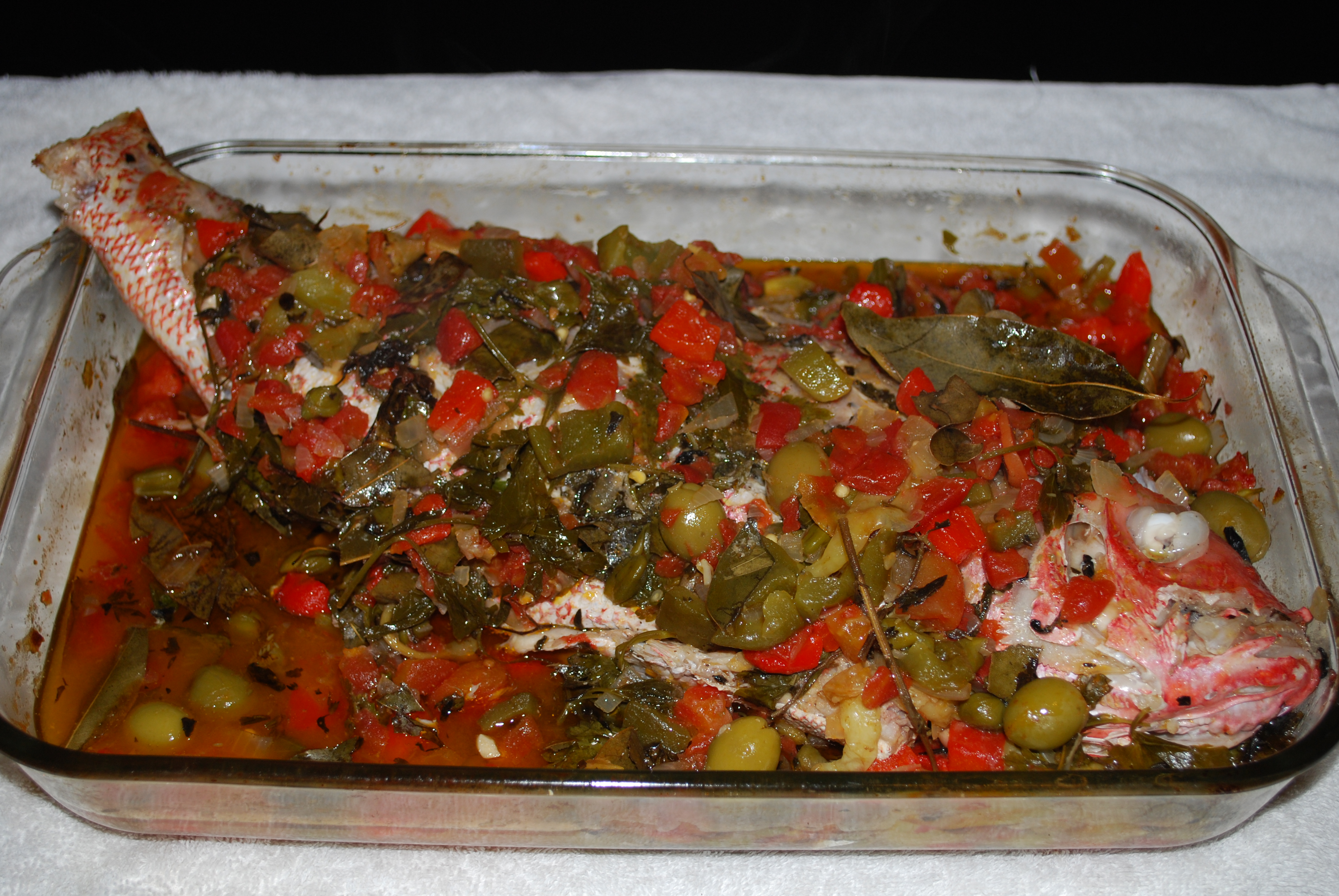
Huachinango a la veracruzana, un plat à base de vivaneau rouge.

La cuisine de Veracruz est un assemblage d'éléments indigènes, afro-mexicains et espagnols. La contribution autochtone est l'utilisation de maïs comme aliment de base, ainsi que de vanille indigène et d'herbes appelées acuyo et hoja santa. Une grande variété de fruits tropicaux complète les assiettes, notamment la papaye, le mamey et la sapote, en plus de la culture de citrons et d'ananas par les Espagnols. Ces derniers introduisirent aussi des herbes européennes comme le persil, le thym, la marjolaine, le laurier, la coriandre et d'autres qui caractérisent désormais la cuisine de cet état. On en trouve dans le huachinango a la veracruzana, un plat de vivaneau rouge des plus typiques de la région.
L'influence africaine vient du transport d'esclaves à travers les Caraïbes, apportant des plantes comme les cacahuètes qu'ils ont reçues des Portugais. On peut constater cet apport dans des plats tels que le pollo encacahuatado (poulet à la sauce cacahuète). D'autres ingrédients africains sont souvent consommés, parmi lesquels la banane plantain, le manioc et la patate douce. Ouvert sur le Golfe du Mexique, les fruits de mer s'imposent dans la majorité de l'état. La place de l'État comme voie de communication du Mexique a placé la consommation de maïs en retrait par rapport à d'autres États du Mexique, le riz étant de loin préféré. Les plats de maïs comprennent les garnachas (une sorte de gâteau de maïs), qu'on trouve aisément dans les régions montagneuses où les apports indigènes sont prédominants.

### Chiapas

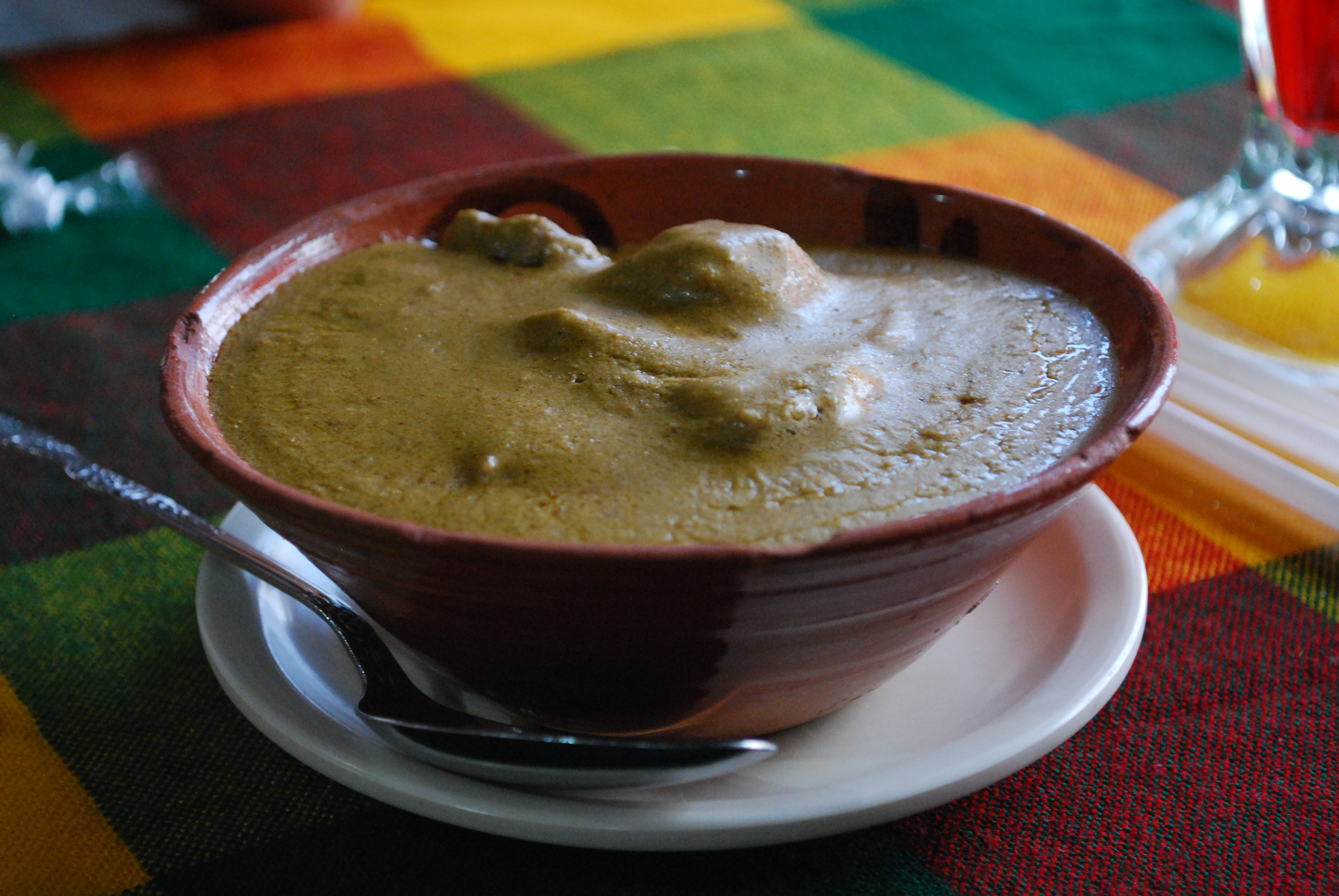
Pepita con tasajo.

Comme ailleurs au Mexique, le maïs est essentiel et les éléments indigènes fortement présents en cuisine. Accompagné d'un piment appelé simojovel utilisé nulle part ailleurs, la cuisine se distingue aussi par l'utilisation d'herbes comme le chipilín et la hierba santa,. Comme dans l'Oaxaca, les tamales sont habituellement enveloppés de feuilles de bananes (ou parfois dans des feuilles de hoja santa) mais le chipilín est souvent incorporé dans la pâte. Comme au Yucatán, le maïs fermenté est bu sous forme de pozol mais il est généralement parfumé avec du cacao naturel.
Les viandes prisées sont le bœuf, le porc, le poulet, en particulier dans les hautes terres propices à l'élevage de bétail. L'industrie animalière a aussi poussé à la fabrication de fromage, en grande partie dans des ranchs et de petites coopératives, les plus connues étant celles de Ocosingo, Rayón et Pijijiapan. La viande et les plats à base de fromage sont souvent accompagnés de légumes comme la courge, la chayote et la carotte.

## Cuisine mexicaine en dehors du Mexique

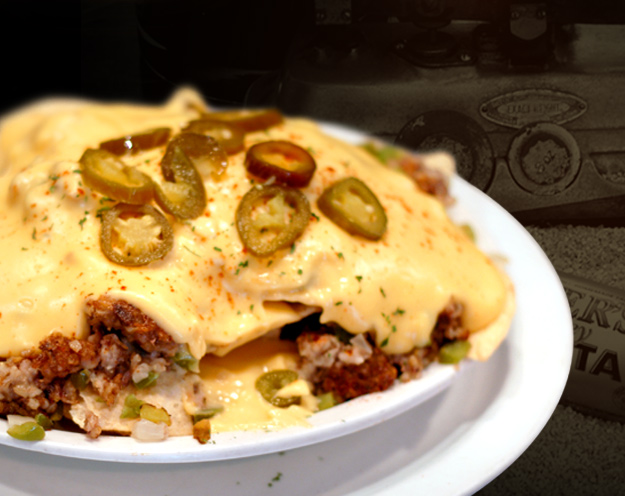
Nachos avec du fromage.

La cuisine mexicaine est proposée dans quelques restaurants éminents en Europe et aux États-Unis. Parfois, des cultivars traditionnels de maïs du Mexique sont importés et moulus dans ces établissements.

### États-Unis
La majeure partie de la nourriture mexicaine consommée hors du Mexique se limite vaguement aux plats de l'extrême nord du Mexique et du sud des États-Unis. Les nachos, les burritos, les fajitas, et le chimichanga sont des exemples de plats américains aux origines mexicaines et font partie de la cuisine tex-mex. Le chili con carne souvent associé au Mexique est originaire du Texas. Toutefois, avec la croissance de la population mexicaine aux États-Unis, la cuisine mexicaine authentique a fait peu à peu son apparition aux États-Unis. Cela peut s'expliquer par l'envie des populations d'origine mexicaine vivant dans les états annexés lors de la guerre américano-mexicaine ou issues de l'immigration récente. Autrement, davantage d'Américains ayant pu goûter à la nourriture mexicaine au Mexique, on observe une demande croissante pour des saveurs plus authentiques,.

## Plats

### Avec des tortillas
- Taco
- Enchilada
- Quesadilla
- Tostada
- Panucho :

### Plats à base de maïs
- Corunda
- Gordita
- Huchepo
- Pozole :
- Tamales
- Tostadas

### À base de viande
- Milanesa
- Barbacoa
- Tinga
- Mixiote
- Mondongo cabic
- Carnitas
- Chorizo
- Longaniza
- Chicharrones
- Saucisson à l'ail : spécialité mennonite de Zacatecas et Chihuahua

### À base de poisson
- Michmole, poisson frit et baigné dans une sauce verte à base d'ail, d'oignon, de piment, d'épazote et de tomate verte[73].
- Huachinango a la veracruzana (plat devenu cher et rare, cette espèce de poisson étant très menacée par la pollution de son habitat).

### À base de fruits de mer
- Jaibas en chilpachole (plat très rare, la jaiba qui est une sorte de crabe est une espèce qui a quasiment disparu)

### Autres
- Chilahuate
- Chilaquiles
- Chilaquiles rojos
- Chilaquiles verdes
- Chilaquiles de mole
- Quesillo

### À base de piments
- Mole
- Mole poblano
- Mole negro de Oaxaca
- Pipián
- Chiles en nogada
- Chile relleno
- Sauce salsa (nom français, au Mexique c'est salsa de chile)
- Salsa Mexicana

## Desserts, fruits et plats sucrés
- Pan dulce
- Gâteau aux trois laits (Pastel de tres leches)
- Flan à la vanille, au caramel
- Principaux fruits produits au Mexique : papaye, orange, pastèque, ananas, pitaya, figue de Barbarie, xoconostle, guanabana, tamarin, pomme, banane, fraise, lime, datte, citron, poire, abricot, grapefruit, melon, noix, cacahuète, mangue, prune, raisin.
- Glaces (helados) et sorbets.

### Filmographie
- Escale au Mexique, film de Jenny Dames, TF1 vidéo, Issy-les-Moulineaux, 2007, 50 min (DVD) (coll. « Sur la route des saveurs »)
- Les Épices de la passion, film d'Alfonso Arau, (1992), inspiré du roman Chocolat amer.